# 阿讷西
阿讷西（法語：Annecy，法語發音：[ansi] ⓘ；法蘭克-普羅旺斯語：、；又译安纳西）是法国奥弗涅-罗讷-阿尔卑斯大区上萨瓦省的一个市镇，同时也是该省的省会，下辖阿讷西区，其市镇面积为66.94平方公里，2022年1月1日时人口数量为131,272人，是该省人口最多的城市，在法国城市中排名第29位。
阿讷西是法国艺术与历史之城，高卢时期为阿洛布罗基人的活动范围，古罗马时期建有布塔埃城，后随战乱而逐渐消失。新的阿讷西建城于公元12世纪初，长期被萨伏依王朝统治，宗教战争期间为反宗教改革的据点，此后转手于神圣罗马帝国、西班牙、法国及萨丁尼亚之间，最终于1860年起划入法国。现代阿讷西是法国东部的一个区域性中心城市，自工业革命以来人口数量稳步上升。2017年，阿讷西和与其相邻的另外五个市镇（旧阿讷西、克朗-热夫里耶、梅泰、普兰日和塞诺）合并，成为奥弗涅-罗讷-阿尔卑斯大区内人口第五多的城市。
阿纳西地处阿尔卑斯山脉西北麓，菲耶尔河畔，市区一面临湖，三面环山，是这一地区的经济、政治、文化、科教和工商业中心，境内建有多处高等院校；此外，阿讷西也因其独特的山湖景观及境内的多处历史建筑而闻名，被称为“阿尔卑斯的威尼斯”，是法国重要的旅游城市。

## 地名来源
“阿讷西”一名最早出现于公元8世纪，以的形式在当地的庄园主文献中被记录，这一名称可能与高卢时期当地的一个村落有关，其附近的湖泊亦以此命名。公元12世纪初，原阿讷西附近新建了一处堂区，为进行区分，后者以“新阿讷西”（Annecy-le-Neuf）作为表示，而“新”这个修饰词在中世纪后期逐渐被省略。

## 历史

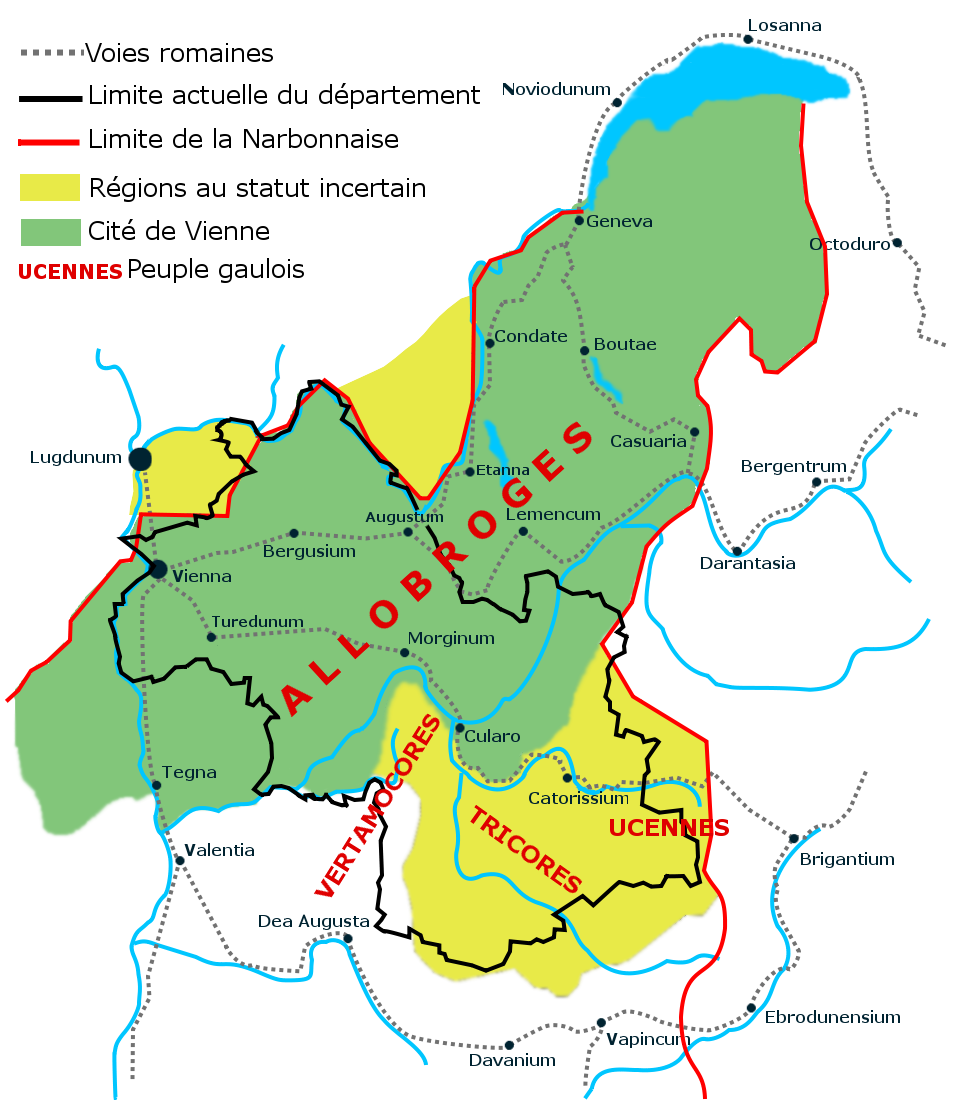
阿洛布罗基人活动范围（深绿部分）

阿讷西是阿尔卑斯地区的歷史最悠久的城市之一，阿讷西湖底发现的新石器时期（公元前4000年）的人类活动遗迹。

### 古典时期
阿讷西所处的前阿尔卑斯山北段自公元前5世纪起成为阿洛布罗基人的活动范围。公元前121年，罗马将军法比尤斯·马克西穆斯五世率领军队入侵此地，阿洛布罗基人在公元前62年的索洛尼翁战役中失败，此后阿尔卑斯山区完全被罗马人攻占。
公元前27年，奥古斯都在阿讷西湖北岸建立了布塔埃城，成为这一区域的商业中心和兵工厂，至公元1世纪末，布塔埃的城市面积已达25公顷，市区内出现了教堂、剧场等罗马式建筑。公元259年，布塔埃首次遭遇蛮族入侵，城市被摧毁，此后随着西罗马帝国的衰败和灭亡，布塔埃又多次遭到破坏，当地的城市规模急剧缩小，大量人口逃往外地，至公元5世纪时，布塔埃已几乎不存。

### 中世纪

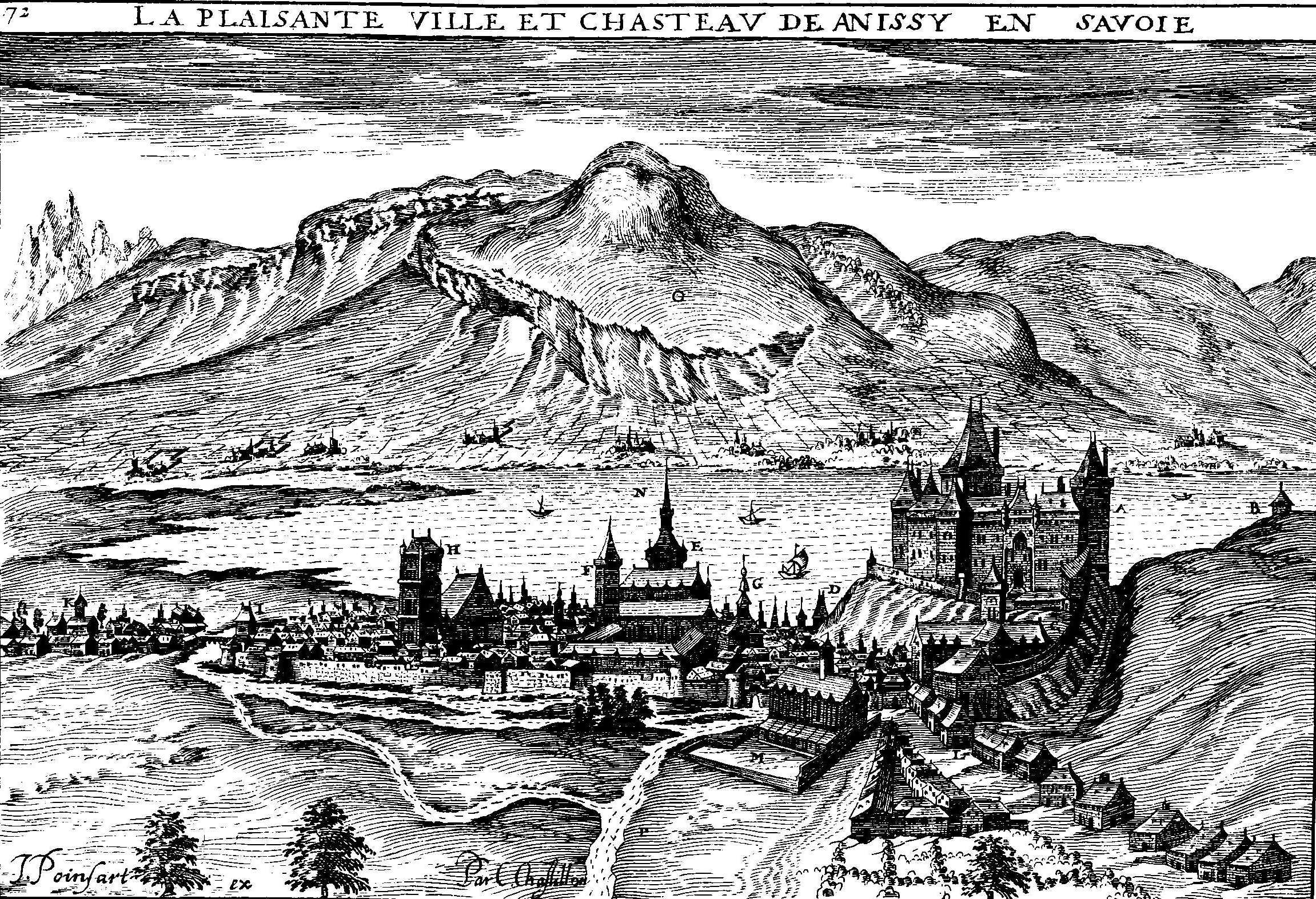
建于中世纪的阿讷西城堡

公元8世纪时，在原布塔埃的城址上出现了一处村落，被称为“阿尼基亚卡”（Aniciaca），现代考古发掘证明其附近区域曾有农业生产活动。1107年，日内瓦伯爵阿梅迪奥一世在蒂乌河右岸新开辟一处堂区，并命名为“新阿讷西”（Annecy-le-Neuf），而原有的则变为“旧阿讷西”（Annecy-le-Vieux）。新阿讷西借助水运之便逐渐成为一座商业重镇，其城市规模逐渐超过旧阿讷西，在此后的历史文献中，“新”这一修饰词逐渐被省略。1219年，日内瓦家族在此修建阿讷西城堡作为其宅邸，1340年曾因火灾被毁，后恢复重建。1394年，日内瓦伯爵克莱蒙七世（对立教宗）逝世，引发了家族内部的分裂。阿讷西被萨瓦伯爵阿梅迪奥八世于1401年买下，1416年起随日内瓦伯国一并成为萨伏依公国的一部分。1434年，阿梅迪奥八世将阿讷西设为一个采邑的首府，此后，阿讷西逐渐成为这一区域的行政中心，当地出现了行政院、审判法庭等设施。
1491年，随着日内瓦伯爵雅尼斯的逝世，阿讷西重归萨伏依。1514年，萨伏依公爵卡洛二世将阿讷西分封给其长兄菲利普，后者于1528年获得内穆尔公爵爵位，由此创建了萨伏依-内穆尔家族。1536年，菲利普之妻夏洛特（Charlotte d'Orléans-Longueville）主持扩建阿讷西城堡，在堡内新增了内穆尔房间（Logis Nemours），同时创建了科德利埃会，并对阿讷西城内的多处建筑进行了翻新和美化。
在宗教方面，1530年初，日内瓦宗教改革使得当地的天主教权力重心转移至阿讷西，阿讷西逐渐成为日内瓦天主教的主要教区。1602年，聖方濟各·沙雷氏被晋升为日内瓦教区天主教主教，其在位期间主持在阿讷西修建了多处宗教建筑，阿讷西由此被称为“阿尔卑斯地区的罗马”（Rome des Alpes），与当时属于新教的大本营日内瓦分庭抗礼。

### 近代

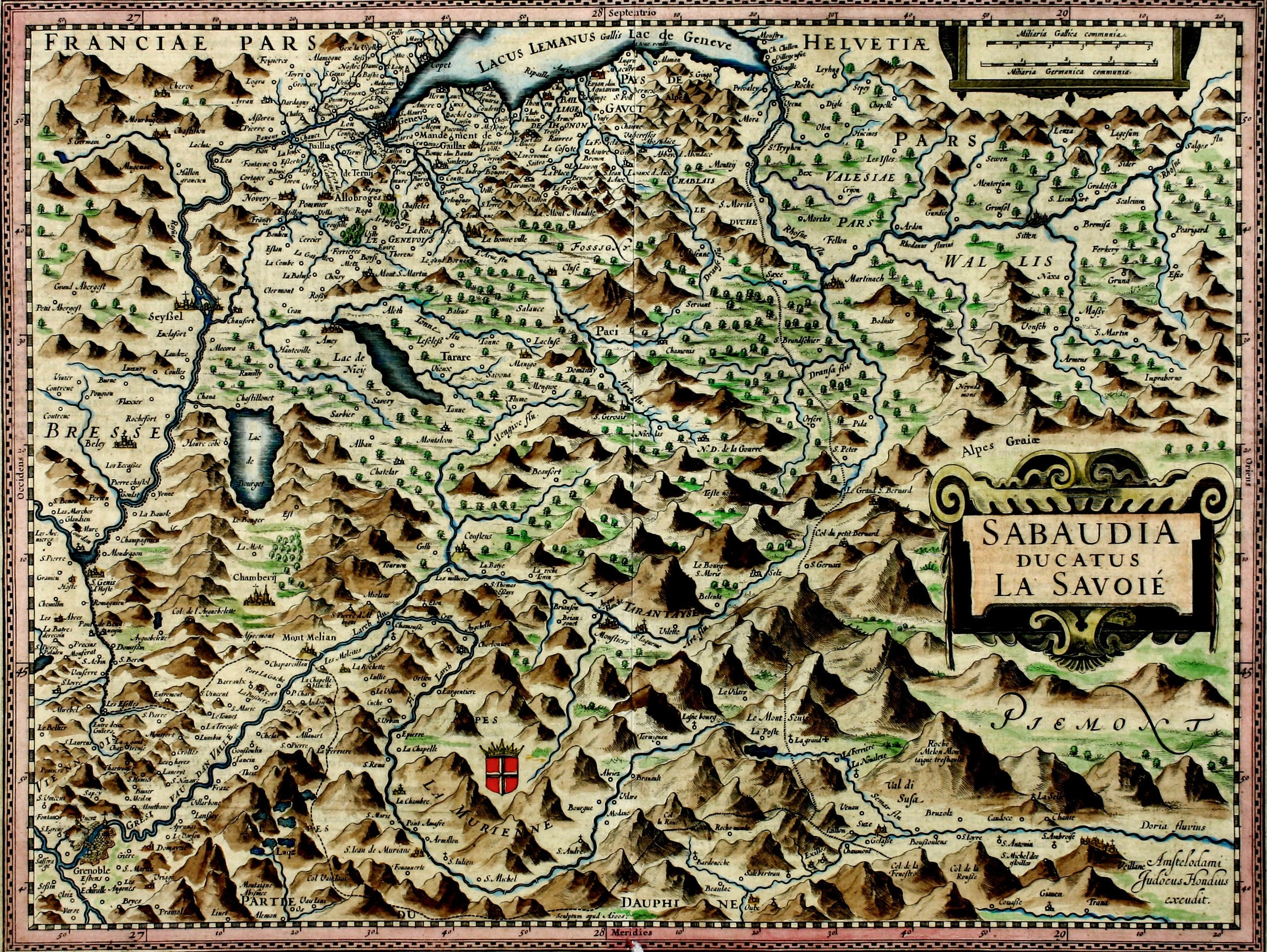
1631年萨瓦地区地图

大同盟战争后，阿讷西所在的萨伏依先后被法兰西和西班牙军队占领。1714年，根据西班牙王位继承战争的结果，萨伏依成为西西里王国的一部分，1720年被并入萨丁尼亚王国。1742至1748年间，阿讷西再次被西班牙军队占领，直至《第二亚琛和约》签订，萨丁尼亚才重获萨伏依。法国大革命战争时期，萨丁尼亚王国国立衰弱，最终于1792年11月27日与法兰西共和军签订协议，将萨伏依割让给法国，阿讷西成为勃朗峰省的一个市镇。彼时，阿讷西是一个人口接近两千的区域性中心城市，1795年，当地出现了首个纺织作坊；1804年，企业家让-皮埃尔·迪波尔在阿讷西创办棉花手工厂，使得阿讷西逐渐成为阿尔卑斯山北部区域的纺织工业中心。
1815年拿破仑在滑铁卢战役战败后，被迫与第七次反法同盟签订《巴黎条约》，萨伏依重新被萨丁尼亚吞并。萨丁国王卡洛·费利切于1822年重建天主教阿讷西教区，并在阿讷西及附近建立了学校和厂矿，当地人口数量逐年增加，至19世纪中期，阿讷西的人口数量已超过1万。
第二次意大利独立战争期间，拿破仑三世与萨丁尼亚王国首相卡米洛·奔索举行普隆比耶尔会晤，拿破仑三世表示支持萨丁尼亚对意大利的统一，但需要以萨伏依以及尼斯的土地交换作为条件。1860年，根据《杜林協議》，萨伏依并入法国，阿讷西成为上萨瓦省的一个市镇以及该省的省会。
回归法国后，阿讷西在工业革命的浪潮下获得了快速的发展，首条连接阿讷西的铁路线于1866年7月5日建成通车。19世纪末，阿尔卑斯山的冬季旅游开始兴起，阿讷西成为这一地区的重要旅游中转站。伴随着铁路的建成，阿讷西市区逐渐向北扩张，铁路线北侧也开始出现居民区。

### 现代

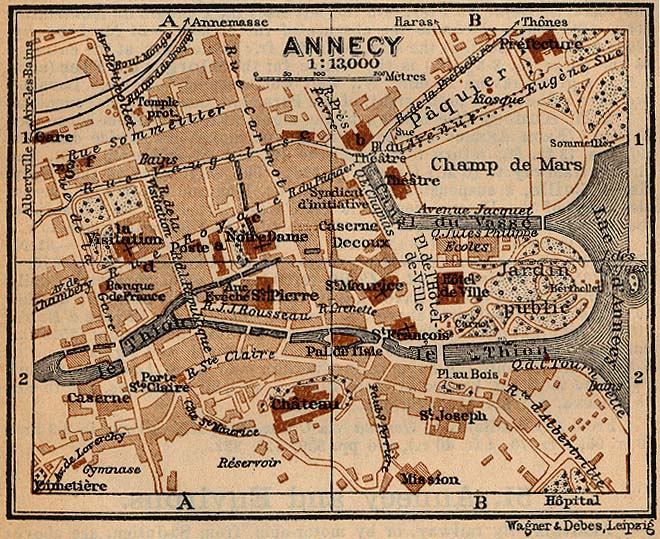
1914年的阿讷西地图

20世纪初，阿讷西的城市现代化建设逐步加快，前往阿尔贝维尔方向的铁路于1901年建成。1906年，阿讷西附近的菲耶河水电站投入使用，阿讷西市区实现通电。1912年9月1日，阿讷西邮政大楼（hôtel des Postes）建成，这使得阿讷西成为这一地区的通讯中心。
第一次世界大战期间，阿讷西未受到明显波及。1917年，瑞士的机械厂迁至阿讷西，战后改建成为NTN-SNR轴承厂。1928年，阿讷西城市供水系统投入使用。1936年，随着法国带薪休假法律的通过，阿讷西因其独特的山湖景观而成为法国中产阶级人士的旅游目的地，当地兴建了多处旅游接待设施；一些贵族人士选择移居于此或购买假期房屋，使得当地的人口数量快速上升，至1937年，阿讷西人口数量已超过2.3万。
第二次世界大战期间，阿讷西被傀儡通敌政权统治，NTN-SNR轴承厂被纳粹德军控制，菲利普·贝当曾于1941年9月23日到访阿讷西。1942年5月2日，法国抵抗运动成员弗朗索瓦·德·芒通在阿讷西被刺杀。1942年12月至1944年5月间，NTN-SNR轴承厂三次被抵抗运动军炸毁。1944年8月19日，阿讷西在联军的帮助下获得解放。同年11月4日，夏爾·戴高樂访问阿讷西。
战后，阿讷西进入了新一轮的发展。1953年，吉列公司在阿讷西建立工厂，随后成为其法国办事处总部，后于2002年迁至巴黎。1963年，阿讷西市区北部的诺韦勒街区（Novel）成为一个优先城市发展区，当地出现了集中式的高层建筑，阿讷西附近的梅泰、旧阿讷西、塞诺等地则出现了大批的独立式居民区，成为阿讷西重要的卫星城。1985年，法国滑雪联盟总部由巴黎迁至阿讷西，以推动当地冬季旅游及雪上体育项目的发展。2016年，阿讷西和与其相邻的另外5个市镇（旧阿讷西、克朗-热夫里耶、梅泰、普兰日和塞诺）达成合并协议，新的阿讷西于2017年1月1日挂牌成立，其面积较原阿讷西扩大了近五倍，并成为奥弗涅-罗讷-阿尔卑斯大区内人口第五多的市镇。

## 地理

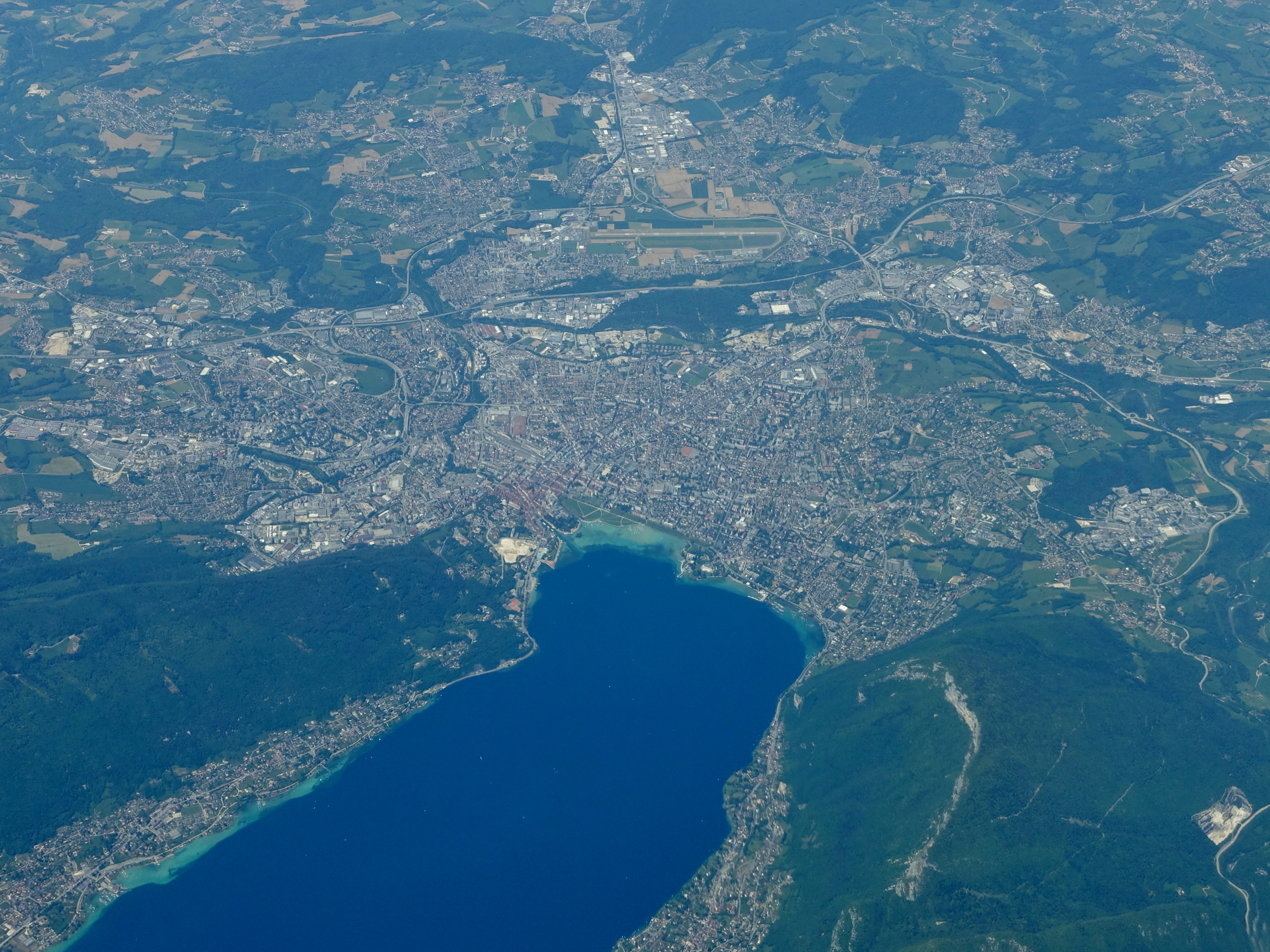
鸟瞰阿讷西

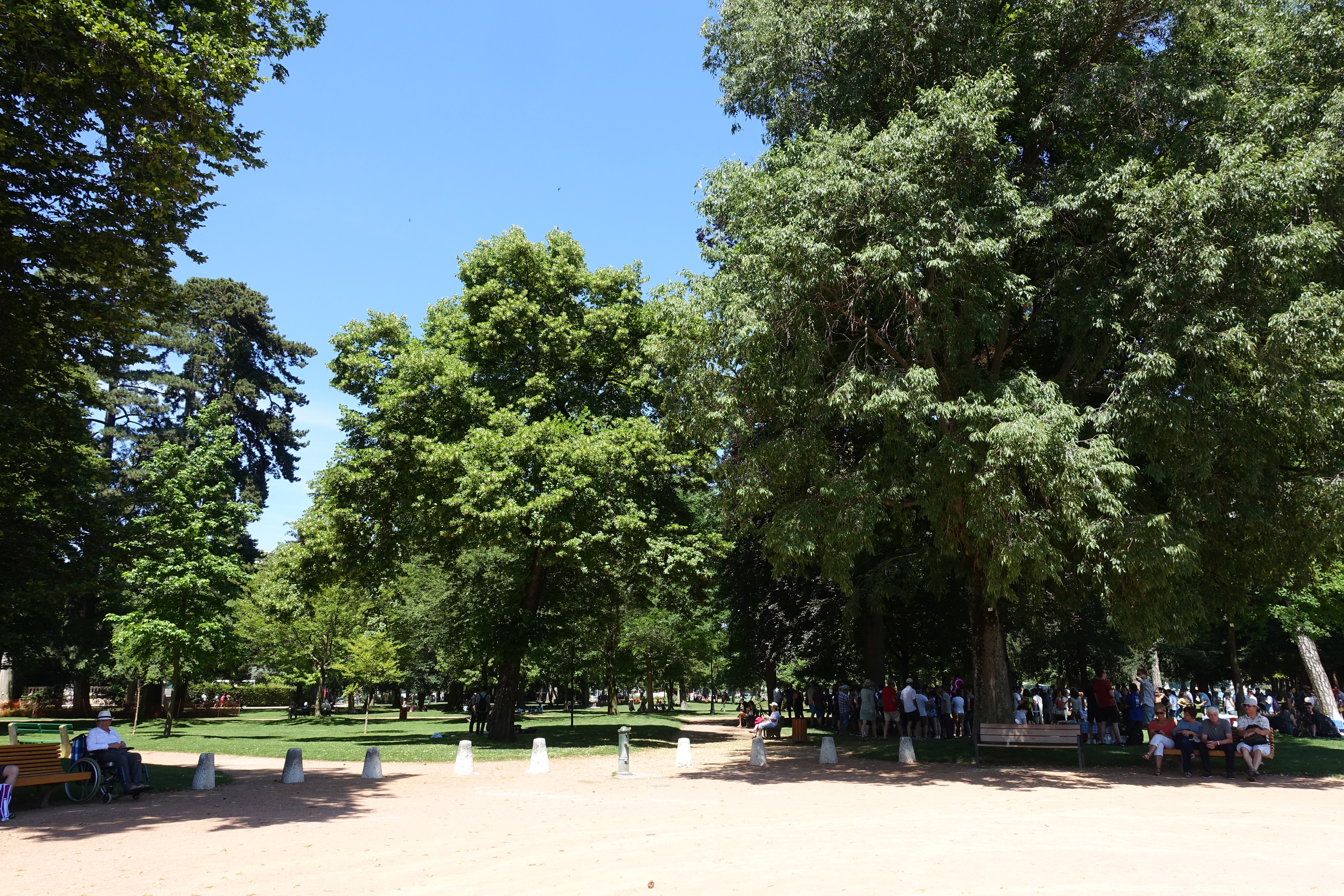
欧罗巴花园内的树木

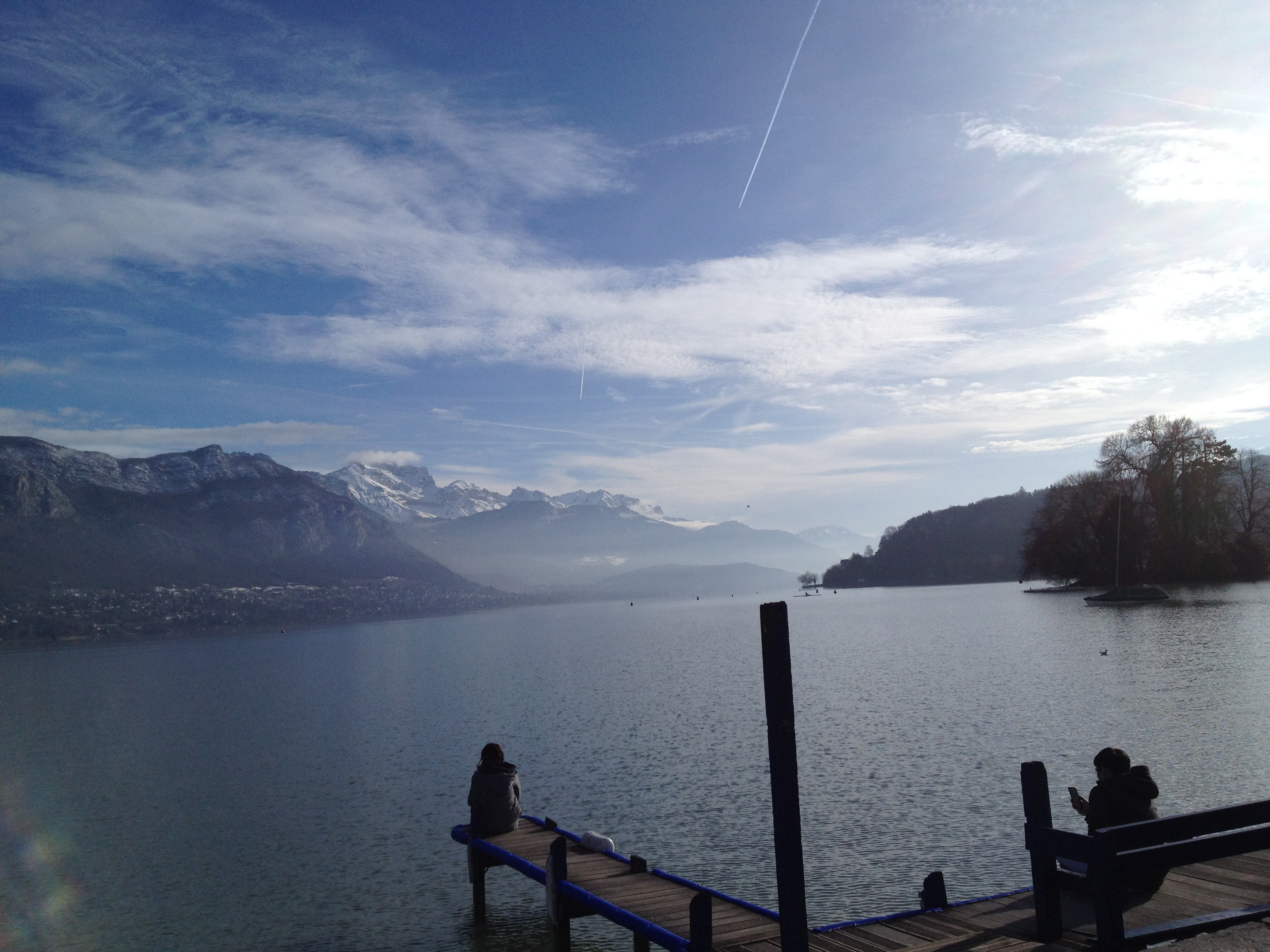
阿讷西湖

阿讷西位于法国东南部，奥弗涅-罗讷-阿尔卑斯大区的东部偏北和上萨瓦省的西部，距离法国首都巴黎大约562公里。与阿讷西接壤的市镇包括：瑟夫里耶、滨湖韦里耶、阿莱克斯、丹日圣克莱尔、纳沃帕尔默朗、维拉兹、阿尔戈奈、菲利耶尔、屈瓦、拉巴尔姆德锡兰日、埃帕尼-梅泰西、普瓦西、沙瓦诺、蒙塔尼莱朗什、沙佩里、维于拉谢萨、坎塔勒。

### 地形
阿讷西位于法国东部，前阿尔卑斯山北段，博爾訥山和博日山之间的谷地地带，西北和东南侧则分别为芒达拉山和阿讷西湖。全境海拔在396至1153米之间，其中老城区地形平坦，平均海拔约400米。

### 地质
阿讷西所在的前阿尔卑斯山北段地区主要以石灰岩为主，其中阿讷西市区北部为冰川侵蚀和融化作用下形成的冰碛物沉积平原（dépôts lacustres），南部部分地带为喀斯特地貌，地表层为巴列姆期形成的于戈尼安石灰岩。阿讷西地处中等活跃地震带上，1996年7月15日曾发生5.25级地震，造成多处房屋受损。

### 植被
阿讷西境内高差较大，不同的海拔拥有不同的植被种类，其中包括阿讷西市区在内的低海拔地区属于温带阔叶混交林，常见自然植被以落叶乔木、木本植物为主；而海拔相对较高的山上则分布有针叶林等高山植被。阿讷西湖畔的夏尔·博松公园（Parc Charles Bosson）、欧罗巴花园（Jardins de l'Europe）以及旧阿讷西境内的莱格莱桑公园（Parc des Glaisins）等是当地主要的城市绿地。
在鲜花城市的评比中，阿讷西被评为4星级（最高级）鲜花城市。

### 水文
阿讷西市区位于阿讷西湖西北岸，该湖面积26.4平方公里，是法国第十四大天然湖泊，是一个由冰山运动而形成的冰蚀湖。
菲耶尔河自东北向西流经阿讷西市区北部，境内平均宽度在5米左右，属于法国五大水系当中的罗讷河水系。
连接阿讷西湖和菲耶尔河的蒂乌河流经阿讷西市中心，该河全长3.5公里，是阿讷西湖唯一的出水通道，其阿讷西老城区段被开凿为多条人工运河。

### 气候
阿讷西在柯本气候分类法中属于带有温带海洋性气候特征的高山气候，具体表现为年温差相对较大，冬季多雨雪。当地历史最高气温记录为38.5摄氏度，出现于2003年8月13日；历史最低气温记录为-23摄氏度，出现于1971年1月3日。
阿讷西气象站位于梅泰境内，以下为该气象站的数据：
| 阿讷西-梅泰气象站1981–2010年数据 | 阿讷西-梅泰气象站1981–2010年数据 | 阿讷西-梅泰气象站1981–2010年数据 | 阿讷西-梅泰气象站1981–2010年数据 | 阿讷西-梅泰气象站1981–2010年数据 | 阿讷西-梅泰气象站1981–2010年数据 | 阿讷西-梅泰气象站1981–2010年数据 | 阿讷西-梅泰气象站1981–2010年数据 | 阿讷西-梅泰气象站1981–2010年数据 | 阿讷西-梅泰气象站1981–2010年数据 | 阿讷西-梅泰气象站1981–2010年数据 | 阿讷西-梅泰气象站1981–2010年数据 | 阿讷西-梅泰气象站1981–2010年数据 | 阿讷西-梅泰气象站1981–2010年数据 |
| 月份                             | 1月                              | 2月                              | 3月                              | 4月                              | 5月                              | 6月                              | 7月                              | 8月                              | 9月                              | 10月                             | 11月                             | 12月                             | 全年                             |
| -------------------------------- | -------------------------------- | -------------------------------- | -------------------------------- | -------------------------------- | -------------------------------- | -------------------------------- | -------------------------------- | -------------------------------- | -------------------------------- | -------------------------------- | -------------------------------- | -------------------------------- | -------------------------------- |
| 历史最高温 °C（°F）              | 16.5 (61.7)                      | 21 (70)                          | 23.5 (74.3)                      | 27.7 (81.9)                      | 33 (91)                          | 35.1 (95.2)                      | 38 (100)                         | 38.5 (101.3)                     | 30.7 (87.3)                      | 28.5 (83.3)                      | 22.1 (71.8)                      | 19.9 (67.8)                      | 38.5 (101.3)                     |
| 平均高温 °C（°F）                | 5.4 (41.7)                       | 7.6 (45.7)                       | 12.0 (53.6)                      | 15.6 (60.1)                      | 20.4 (68.7)                      | 24.0 (75.2)                      | 26.1 (79.0)                      | 25.7 (78.3)                      | 20.7 (69.3)                      | 16.0 (60.8)                      | 9.5 (49.1)                       | 5.6 (42.1)                       | 15.7 (60.3)                      |
| 日均气温 °C（°F）                | 1.9 (35.4)                       | 3.3 (37.9)                       | 6.8 (44.2)                       | 10.2 (50.4)                      | 14.9 (58.8)                      | 18.2 (64.8)                      | 20.2 (68.4)                      | 19.9 (67.8)                      | 15.5 (59.9)                      | 11.6 (52.9)                      | 5.9 (42.6)                       | 2.5 (36.5)                       | 10.9 (51.6)                      |
| 平均低温 °C（°F）                | −1.6 (29.1)                      | −1 (30)                          | 1.6 (34.9)                       | 4.7 (40.5)                       | 9.4 (48.9)                       | 12.5 (54.5)                      | 14.3 (57.7)                      | 14.1 (57.4)                      | 10.4 (50.7)                      | 7.2 (45.0)                       | 2.3 (36.1)                       | −0.7 (30.7)                      | 6.1 (43.0)                       |
| 历史最低温 °C（°F）              | −23 (−9)                         | −15.5 (4.1)                      | −15 (5)                          | −6 (21)                          | −2 (28)                          | 1 (34)                           | 3 (37)                           | 4 (39)                           | −2.5 (27.5)                      | −5 (23)                          | −11.5 (11.3)                     | −16 (3)                          | −23 (−9)                         |
| 平均降水量 mm（）                | 91.2 (3.59)                      | 82.1 (3.23)                      | 94.6 (3.72)                      | 102.8 (4.05)                     | 105.1 (4.14)                     | 90 (3.5)                         | 100.8 (3.97)                     | 114.8 (4.52)                     | 123.3 (4.85)                     | 118 (4.6)                        | 116.8 (4.60)                     | 109.9 (4.33)                     | 1,249.4 (49.1)                   |
| 月均日照時數                     | 90.8                             | 114.7                            | 169.4                            | 193.6                            | 221                              | 259.7                            | 274.6                            | 241.2                            | 190.3                            | 142.6                            | 86.7                             | 68.7                             | 2,053.3                          |
| 来源：infoclimat                 |                                  |                                  |                                  |                                  |                                  |                                  |                                  |                                  |                                  |                                  |                                  |                                  |                                  |

## 行政区划

### 市镇合并
2017年1月1日，阿讷西和相邻的旧阿讷西、克朗-热夫里耶、梅泰、普兰日和塞诺合并，这也是2017年法国唯一一个调整行政区划的省会城市，同时也是法国本土人口最多的新市镇。
| 组成新阿讷西的各个市镇 |        |          |               |       |        |        |
| 市镇                   | 阿讷西 | 旧阿讷西 | 克朗-热夫里耶 | 梅泰  | 普兰日 | 塞诺   |
| 法语名                 |        |          |               |       |        |        |
| 图片                   |        |          |               |       |        |        |
| 人口 （2014年）        | 54,074 | 20,469   | 17,257        | 8,325 | 4,085  | 20,955 |
| 面积 （km²）           | 13.65  | 17.02    | 4.8           | 3.24  | 9.06   | 19.17  |
| 市镇编码               | 74010  | 74011    | 74093         | 74182 | 74217  | 74268  |

### 街委会
根据阿讷西市政府官网，阿讷西市区由12个街委会组成（Conseil du quartier），各个街委会内部实行街区自治制度：

| - 布塔埃-城心（Boutae - Coeur de Ville） - 莱克勒兹（Les Creuses） - 菲耶尔和蒂乌（Fier et Thiou） - 凡-布罗尼-菲耶尔（Fin-Brogny-Fier） | - 热夫里耶（Gevrier） - 旧阿讷西高地（Les Hauts d'Annecy-le-Vieux） - 平原与丘陵（Plaine-Colline） - 普兰日中心（Pringy-Centre） | - 普兰日热农（Pringy-Genon） - 梅泰街区（Quartier de Meythet） - 湖岸（） - 勒塞姆诺（Le Semnoz） |

### 现状
阿讷西是法国奥弗涅-罗讷-阿尔卑斯大区上萨瓦省的一个市镇，编号为74010，它也是上萨瓦省的省会。阿讷西下辖阿讷西区，隶属于上萨瓦省第一选区和上萨瓦省第二选区，管理阿讷西第一县、阿讷西第二县、阿讷西第三县和阿讷西第四县，同时也是大阿讷西城市圈公共社区的办公驻地。
法国国家统计与经济研究所（简称）在进行数据统计时，将阿讷西及相邻的另外12个市镇设为阿讷西城市核心区，并将包括核心区在内的周边共59个市镇划为阿讷西城市区。自2020年起，阿讷西城市区被包含79个市镇的阿讷西城市辐射区代替。
此外，根据法国国家统计与经济研究所（INSEE）的统计标准，阿讷西还被分为了50个"块区"（IRIS）。
| ① ② ③ ④ ⑤ 塞姆诺 侯爵 卢 · 韦 · 尔 · 希 老城 邦略 火车站 · -云雀 科托 · -帕尔默朗 诺韦勒 菲耶 圣让 塞诺工业区 维约日-巴尔蒙 岛屿 克朗 热夫里耶 塔耶费尔 阿尔比尼 波马里 瓦尔德 格莱桑 韦里耶山 普兰日 梅泰 ①=韦尔内 ②=罗曼-加尔贝 ③=日内瓦 ④=萨洛蒙 ⑤=克拉里讷-拉沙 |               |               |                     |                                          |
| 区域 | 街区名称*     | 街区原名      | 人口数量 （2012年） | 所属街委会                               |
| Annecy 阿讷西 | 老城          |               | 2,963               | 布塔埃-城心                              |
| Annecy 阿讷西 | 火车站-云雀   |               | 9,225               | 布塔埃-城心                              |
| Annecy 阿讷西 | 罗曼-加尔贝   |               | 5,193               | 布塔埃-城心                              |
| Annecy 阿讷西 | 邦略          |               | 2,137               | 布塔埃-城心                              |
| Annecy 阿讷西 | 洛韦尔希      |               | 4,304               | 布塔埃-城心                              |
| Annecy 阿讷西 | 侯爵          |               | 490                 | 布塔埃-城心                              |
| Annecy 阿讷西 | 塞姆诺        |               | 256                 | 布塔埃-城心                              |
| Annecy 阿讷西 | 科托-帕尔默朗 |               | 6,960               | 布塔埃-城心 湖岸                         |
| Annecy 阿讷西 | 萨洛蒙        |               | 2,145               | 湖岸                                     |
| Annecy 阿讷西 | 诺韦勒        |               | 9,497               | 平原与丘陵                               |
| Annecy 阿讷西 | 菲耶          |               | 2,316               | 凡-布罗尼-菲耶尔                         |
| Annecy 阿讷西 | 日内瓦        |               | 3,188               | 凡-布罗尼-菲耶尔                         |
| Annecy-le-Vieux 旧阿讷西 | 阿尔比尼      |               | 2,065               | 湖岸                                     |
| Annecy-le-Vieux 旧阿讷西 | 波马里        |               | 4,525               | 湖岸                                     |
| Annecy-le-Vieux 旧阿讷西 | 克拉里讷-拉沙 |               | 5,086               | 平原与丘陵 旧阿讷西高地                  |
| Annecy-le-Vieux 旧阿讷西 | 韦里耶山      |               | 3,344               | 湖岸 平原与丘陵 旧阿讷西高地             |
| Annecy-le-Vieux 旧阿讷西 | 格莱桑        |               | 649                 | 旧阿讷西高地                             |
| Annecy-le-Vieux 旧阿讷西 | 瓦尔德        |               | 4,446               | 凡-布罗尼-菲耶尔 平原与丘陵 旧阿讷西高地 |
| Cran-Gevrier 克朗-热夫里耶 | 克朗          |               | 5,995               | 菲耶尔和蒂乌                             |
| Cran-Gevrier 克朗-热夫里耶 | 岛屿          |               | 122                 | 菲耶尔和蒂乌                             |
| Cran-Gevrier 克朗-热夫里耶 | 热夫里耶      |               | 8,076               | 热夫里耶                                 |
| Cran-Gevrier 克朗-热夫里耶 | 塔耶费尔      |               | 3,013               | 热夫里耶 莱克勒兹                        |
| Seynod 塞诺 | 圣让          |               | 7,844               | 莱克勒兹                                 |
| Seynod 塞诺 | 塞诺工业区    |               | 972                 | 莱克勒兹                                 |
| Seynod 塞诺 | 维约日-巴尔蒙 |               | 4,921               | 莱克勒兹 勒塞姆诺                        |
| Meythet 梅泰 | Meythet 梅泰  | Meythet 梅泰  | 8,312               | 梅泰街区                                 |
| Pringy 普兰日 | Pringy 普兰日 | Pringy 普兰日 | 4,080               | 普兰日中心 普兰日热农                    |
| *注：街区名称非官方正式翻译，仅供参考 |               |               |                     |                                          |

## 政治

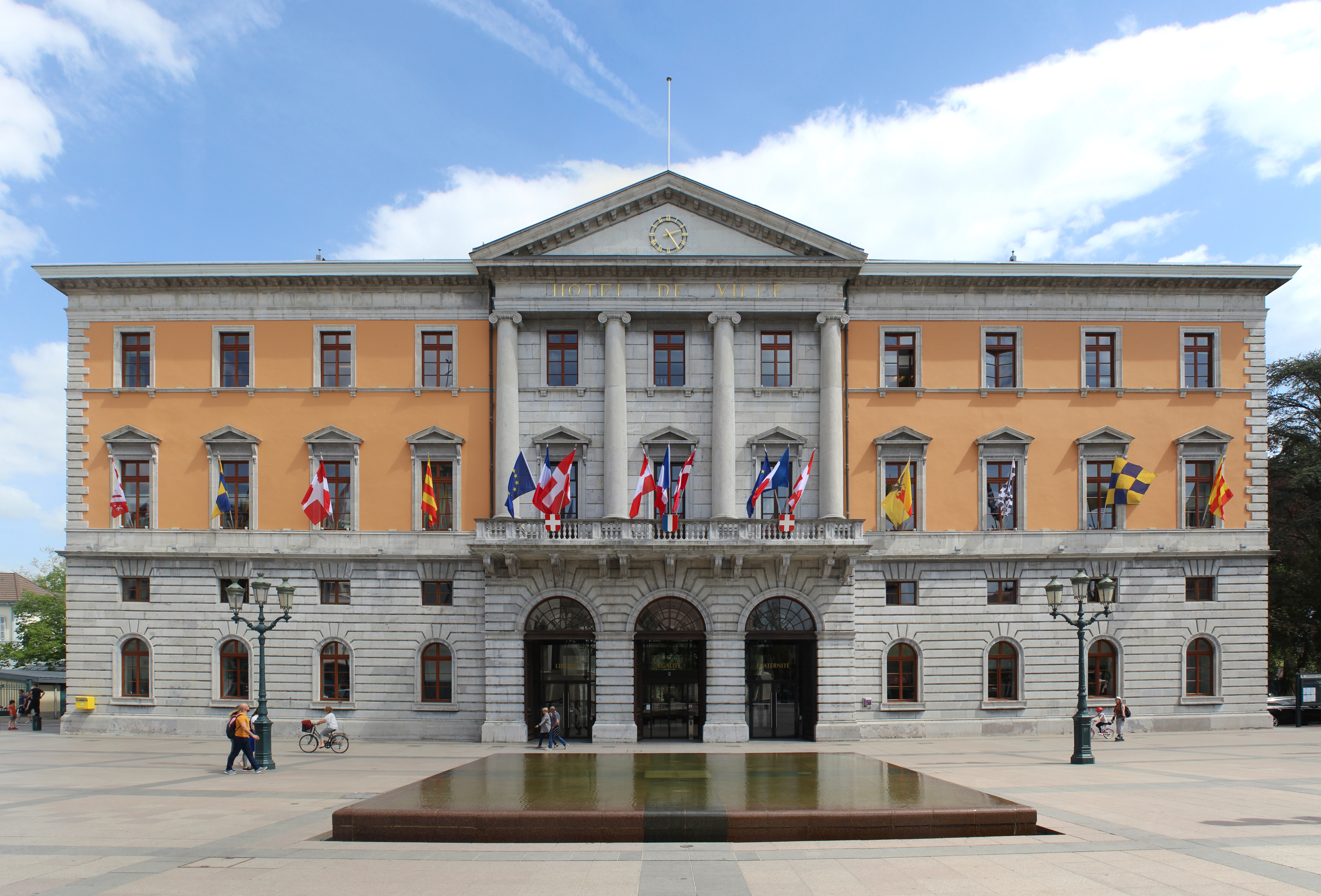
阿讷西市政厅

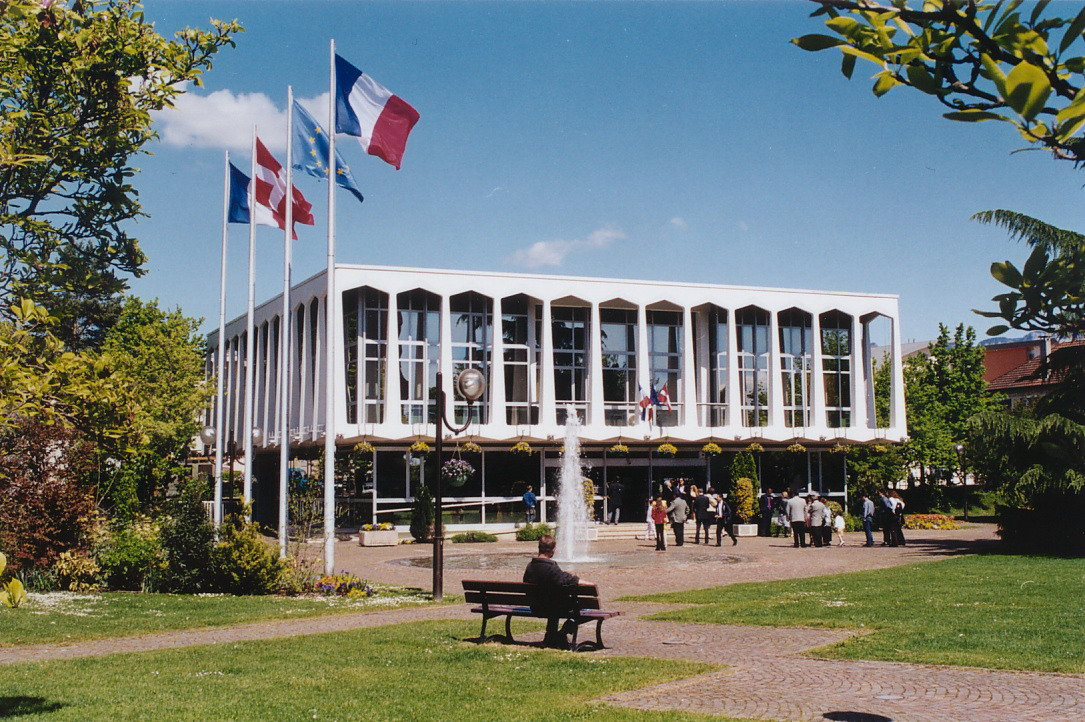
梅泰市政厅

阿讷西的现任市长为弗朗索瓦·阿斯托尔格先生，他是歐洲生態－綠黨的一名成员，在2020年的市政选举中获得了44.74%的支持率。
在2017年法国大选的第一轮和第二轮选举当中，法国第25任总统马克龙在阿讷西分别获得28.68%和76.52%的支持率，均居所有候选人首位。
| 阿讷西历届市长 |                     |                           |
| 任期           | 市长                | 党派                      |
| 2017年－2020年 | 让-吕克·里戈        | UDI民主人士和独立人士联盟 |
| 2020年－       | 弗朗索瓦·阿斯托尔格 | EÉLV欧洲生态-绿党         |

以下为2017年新的阿讷西市镇成立时，各组成市镇的在任市长：
| 组成新阿讷西的各旧市镇市长 |                     |                           |          |
| 市镇                       | 市长                | 党派                      | 上任时间 |
| 阿讷西                     | 让-吕克·里戈        | UDI民主人士和独立人士联盟 | 2007年   |
| 旧阿讷西                   | 贝尔纳·阿夸耶       | LR共和黨                  | 1989年   |
| 克朗-热夫里耶              | 诺拉·塞戈-拉比迪    | PS社会党                  | 2016年   |
| 梅泰                       | 克里斯蒂亚娜·莱德旺 | DVG左翼无党派人士         | 2014年   |
| 普兰日                     | 让-弗朗索瓦·皮科内  | DVD右翼无党派人士         | 2008年   |
| 塞诺                       | 弗朗索瓦丝·卡米索   | LR共和黨                  | 2001年   |

其中，自二战后至新阿讷西市镇成立间，原阿讷西共有8位市长：
| 阿讷西（旧市镇）历届市长 |                      |                            |
| 任期                     | 市长                 | 党派                       |
| 1944年－1946年           | 阿尔贝·利亚尔        | （不详）                   |
| 1946年－1947年           | 吕西安·博斯凯蒂      | SFIO工人国际法国支部       |
| 1947年－1953年           | 乔治·沃朗            | CNIP全国独立人士与农民中心 |
| 1953年－1954年           | 弗朗索瓦-莫里斯·里茨 | （不详）                   |
| 1954年－1975年           | 夏尔·博松            | CDS社会民主中心            |
| 1975年－1983年           | 安德烈·菲梅          | CD法国民主中心             |
| 1983年－2007年           | 贝尔纳·博松          | UDF法国民主联盟            |
| 2007年－2017年           | 让-吕克·里戈         | UDI民主人士和独立人士联盟  |

在2015年以前，阿讷西是“中阿讷西县”、“东北阿讷西县”和“西北阿讷西县”的行政中心，而旧阿讷西也管辖一个同名的县。根据法国2015年出台的县级行政区划改革方案，法国县级行政区划单位仅保留省级行政选举功能，并且不再隶属于“区”。阿讷西管辖的两个县被重新划分为阿讷西第一县和阿讷西第二县，旧阿讷西县保持不变，并于2020年3月更名为阿讷西第三县；同时新成立了塞诺县（Canton de Seynod），并于2020年3月更名为阿讷西第四县。

## 交通

### 公路

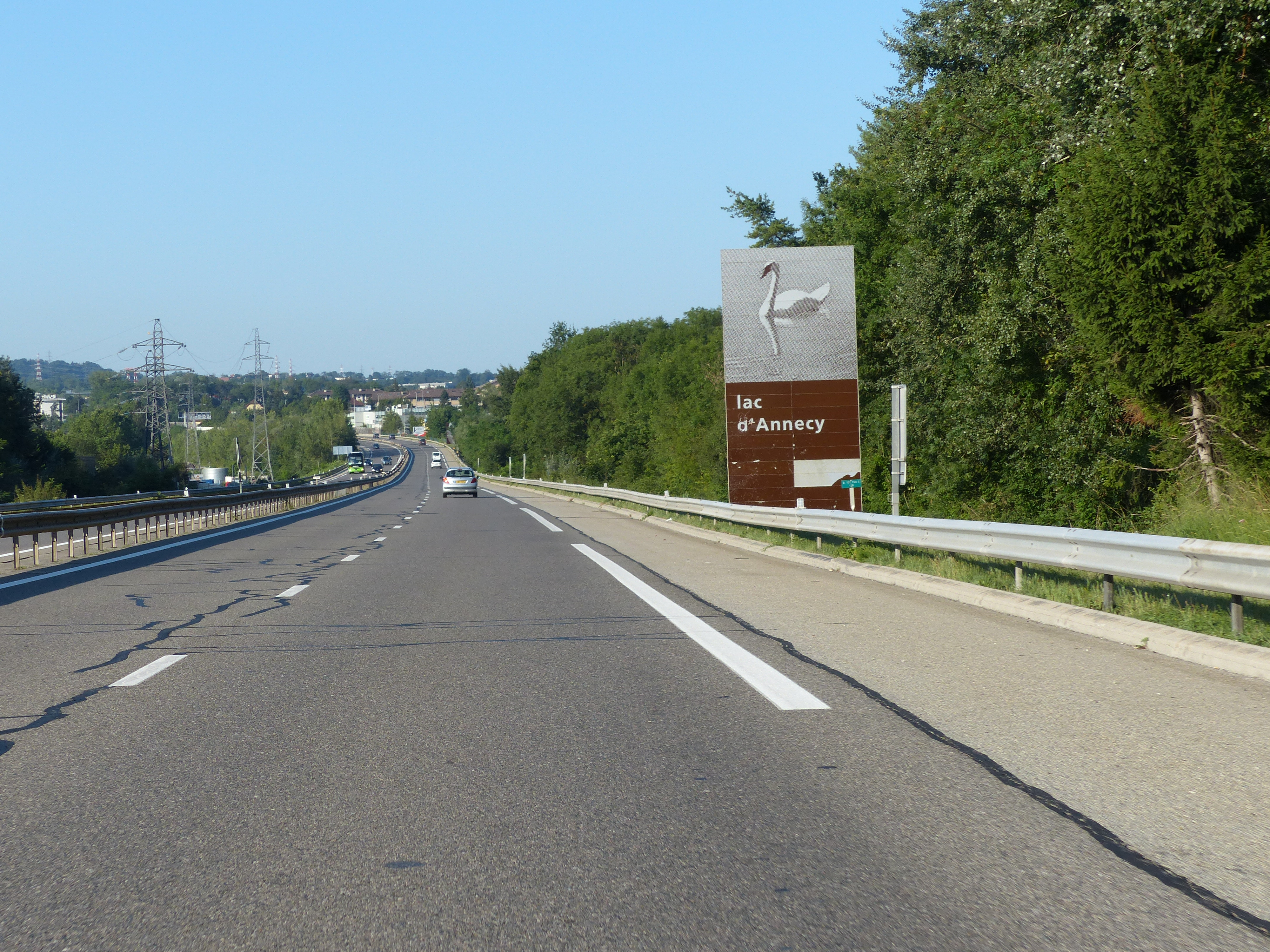
A41高速公路阿讷西段

法国国家A41号高速公路呈南北走向经过阿讷西西部，设有“阿讷西中”（16）和“阿讷西北”（17）两个出入口可连通阿讷西市区，A410高速公路则由阿讷西北部向东引出，可连接博讷维尔。尚贝里－圣于连昂日内瓦、阿讷西－托农莱班、贝勒加德－于日讷和阿讷西－弗吕梅四条干线公路在此交汇，另有上萨瓦省省道D5线、D14线、D16线、D41线、D172线等在阿讷西境内交汇。阿讷西外环快速通道由D916、D1203和D3508三条道路组成，呈n字形环绕市区北部。
奥弗涅-罗讷-阿尔卑斯大区公共交通提供直达里昂的高速大巴车，车程在2小时以内；其下属的上萨瓦省城际客运提供前往塞塞勒、瓦尔瑟罗讷、阿尔贝维尔、托讷、大博尔南和日内瓦等方向的大巴车线路，沿途停靠途径大部分市镇。一些大型长途汽车公司则开行由阿讷西出发前往巴黎、马赛、格勒诺布尔等地的大巴车线路，并可联程中转前往法国及西欧各主要城市。
阿讷西境内的道路由阿讷西市政府负责管理，其市区内有多处大型露天或地下停车场，一些道路亦可沿街停放机动车辆。
2017年，73.2%的阿讷西家庭拥有至少一辆的私人汽车。2019年，阿讷西境内共发生各类交通事故32起，造成2人遇难，45人受伤。

### 铁路

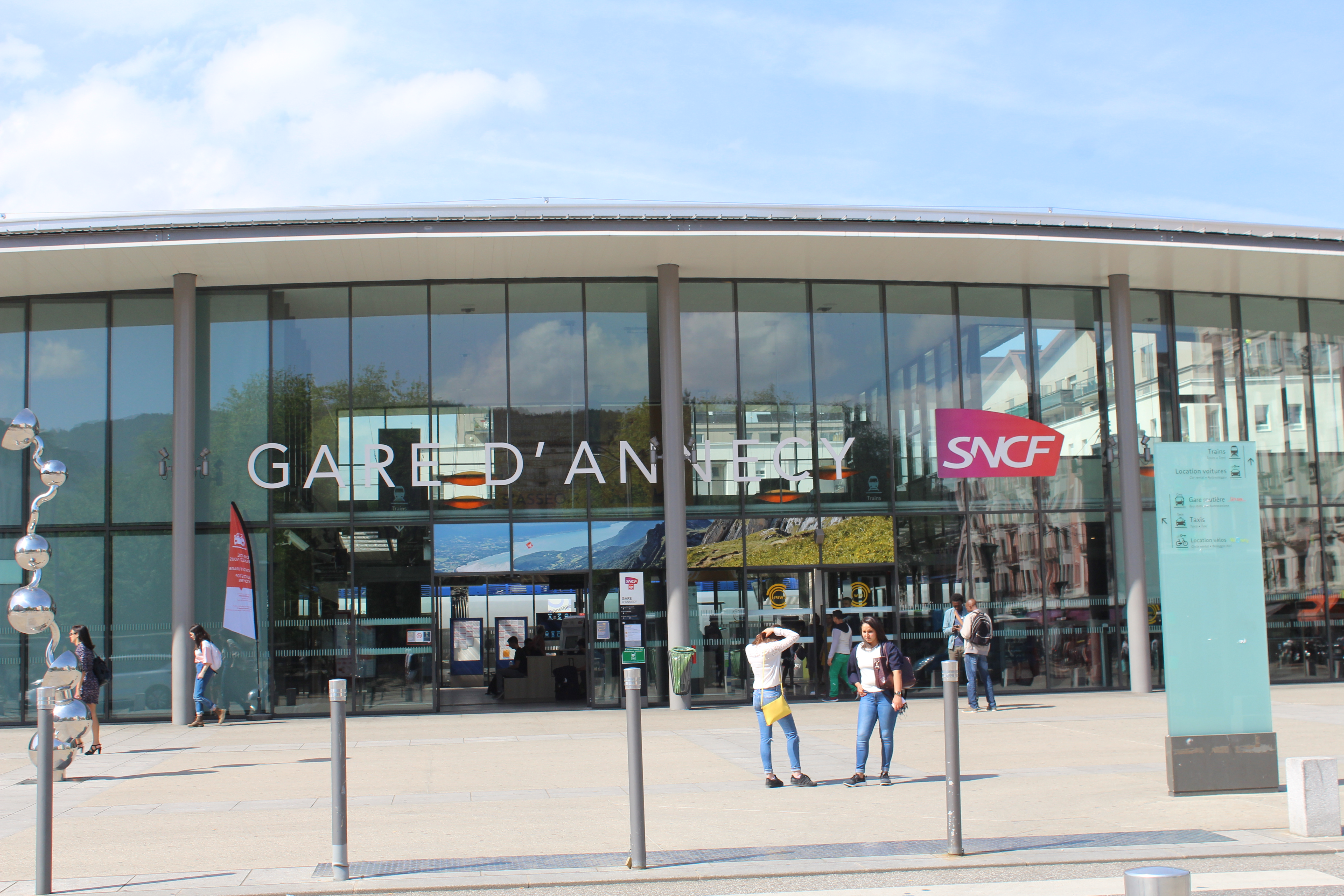
阿讷西火车站

阿讷西位于艾克斯莱班－阿讷马斯铁路上，该铁路纵贯上萨瓦省西部，是该省重要的铁路干线，已于1954年完成电气化改造。
阿讷西站位于市区中部，老城区西北，该站最初建于19世纪末，1981年为迎接高速列车而新建了主站房，2012年改建成为一个综合性的客运交通枢纽。该站每天开行约6班直达巴黎的高铁列车，沿途停靠艾克斯莱班、马孔等地；此外该站每天开行数班前往瓦朗斯、尚贝里、格勒诺布尔、圣热尔韦莱班等地的区域列车，同时也是莱芒特快2号线（日内瓦－阿讷马斯－阿讷西）的南端终点站。在2016年以前，阿讷西停靠直达巴黎的夜班城际列车；而在2014至2018年间，法国国铁每周末还开行往返于阿讷西和马赛之间的高速列车；此外，自2019年12月起，阿讷西前往里昂方向的直通列车停止运行，乘客需要在艾克斯莱班联程中转。2018年，阿讷西站累计发送旅客数量达2,209,179人次，是法国铁路系统的a级车站。
除阿讷西站外，普兰日站亦位于阿讷西市镇范围内，该站是一个无人看守的铁路乘降所，停靠莱芒特快2号线和少量前往圣热尔韦莱班方向的区域列车。

### 水运

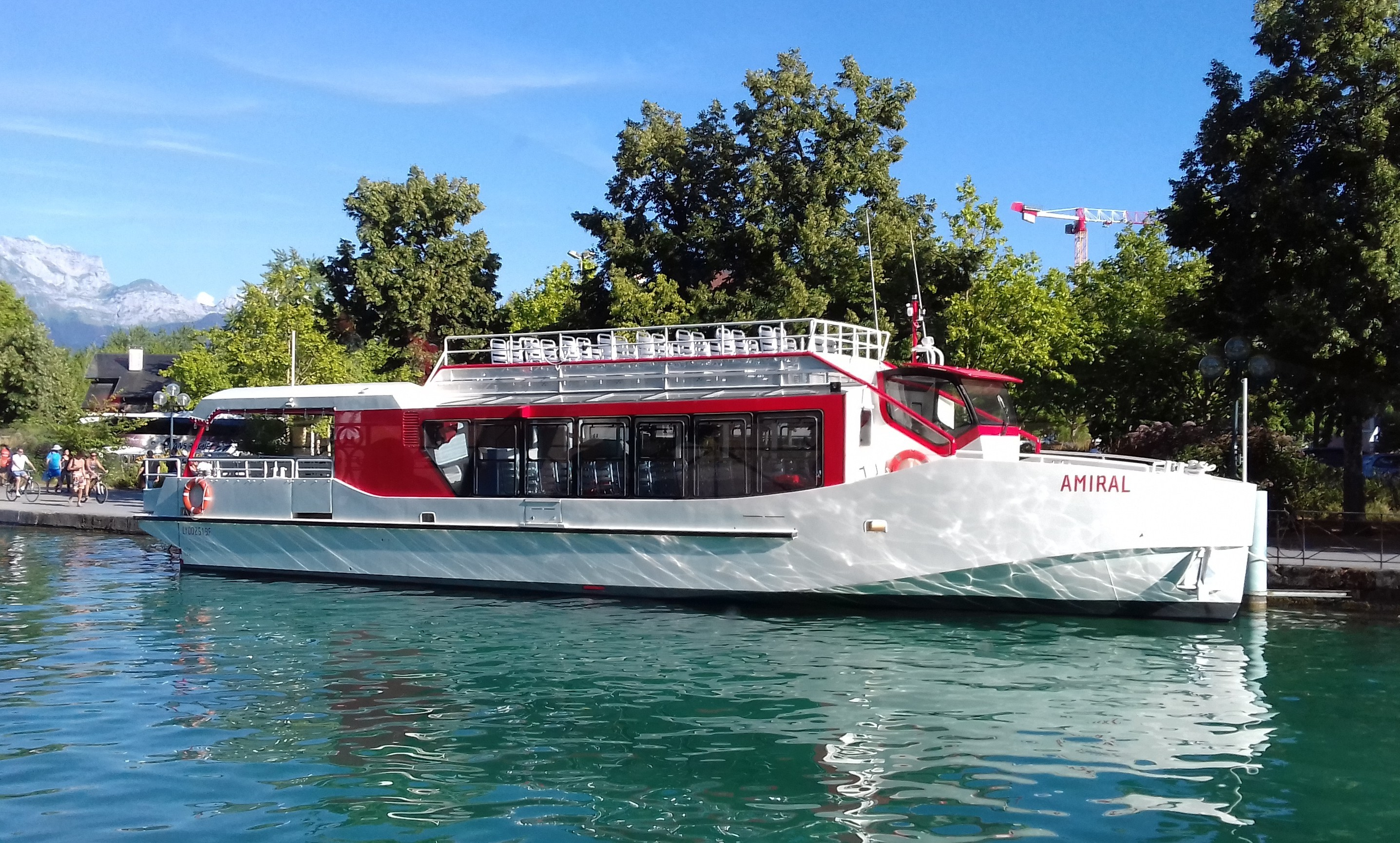
阿讷西湖上的一艘轮船

阿讷西湖具有通航功能，船只可通往湖泊南端的杜萨尔，并可停靠沿湖的所有村镇，但由于该湖沿岸建有平行的公路，故其水运的主要目的为旅游观光；同时，出于对环境保护的考量，行驶于该湖的船只有严格的排污标准。

### 航空
阿讷西上萨瓦勃朗峰机场位于阿讷西市区西北，该机场由上萨瓦省工商会管理，仅供商务及救援使用，无常规客运航班。距离阿讷西最近的民用航空机场为日内瓦国际机场，位于阿讷西以北45公里处，该机场每天开行前往欧洲主要城市的航班。

### 城市公共交通

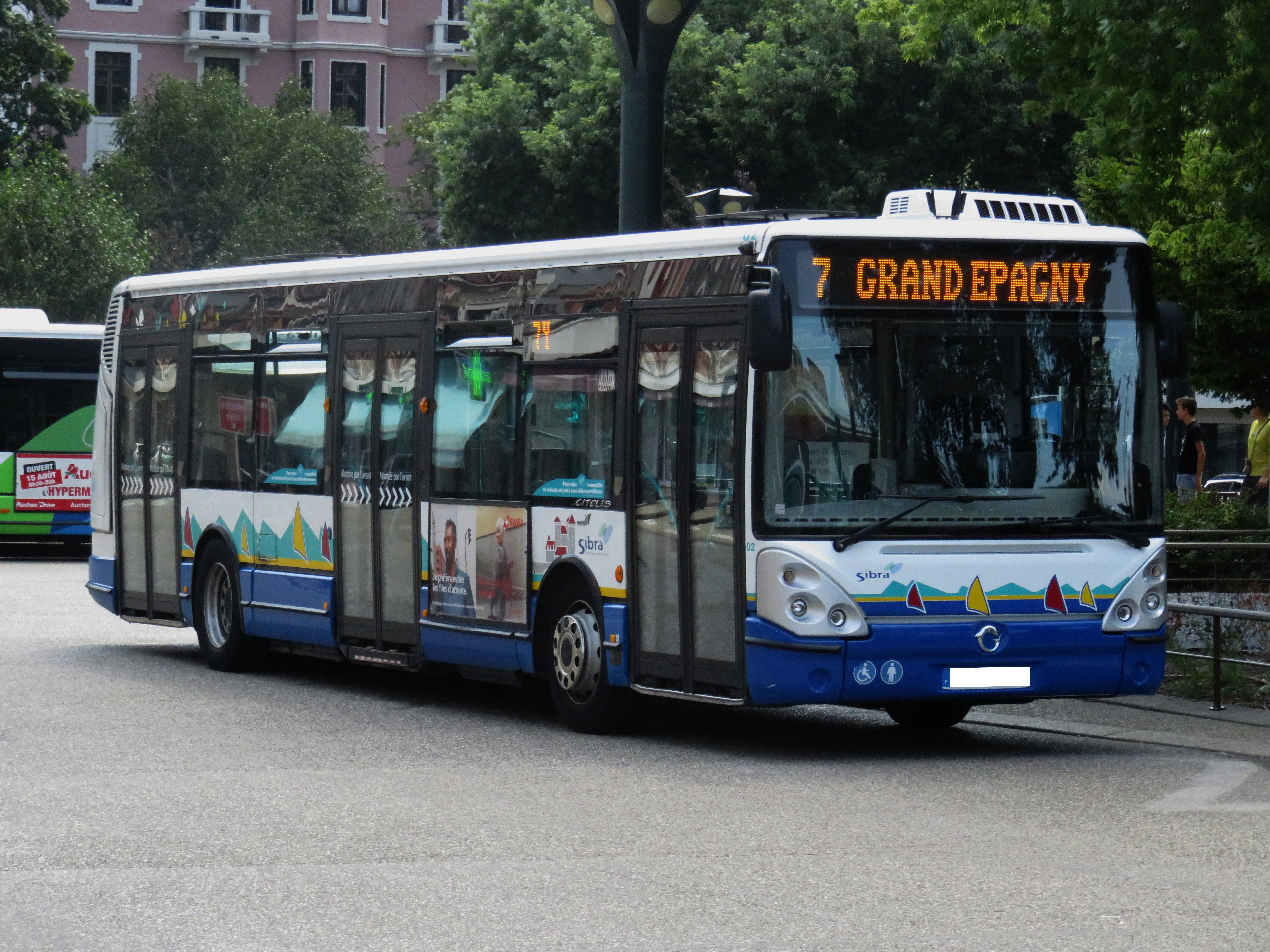
阿讷西街头的一辆公共汽车

阿讷西城市公共交通（商业名称为）是当地的城市公交系统，也是一个政企合一的交通机构，由其所属的城市圈公共社区直接负责管理和运营。截至2020年11月，该系统共开行3条干线线路、4条常规线路、3条补充线路、8条街区线路和3条郊区线路，路网覆盖了阿讷西市区内的各个街区以及周边的主要市镇。
1898年至1930年间，阿讷西曾有传统有轨电车运行，后因设施老化而停运。2019年6月，阿讷西曾提出现代有轨电车计划，后因2019冠狀病毒病疫情而搁浅。
除公共汽车外，阿讷西城市公共交通还包括了公共自行车租赁（商业名称为）以及共享汽车服务。

## 人口
2018年，阿讷西市镇人口数量为128,199，在法国排名第29位。其中男性60,791人，女性66,133人，75岁及以上人口占8.9%，外籍人口数量为30,736人，人口密度为9,392人/平方公里，当地居民被称为（男性）或（女性）。2019年，阿讷西境内出生1,559人，死亡人口1,083人。
| 阿讷西1936－2018年人口变化情况 | 阿讷西1936－2018年人口变化情况 | 阿讷西1936－2018年人口变化情况 | 阿讷西1936－2018年人口变化情况 | 阿讷西1936－2018年人口变化情况 | 阿讷西1936－2018年人口变化情况 | 阿讷西1936－2018年人口变化情况 | 阿讷西1936－2018年人口变化情况 | 阿讷西1936－2018年人口变化情况 | 阿讷西1936－2018年人口变化情况 | 阿讷西1936－2018年人口变化情况 | 阿讷西1936－2018年人口变化情况 | 阿讷西1936－2018年人口变化情况 | 阿讷西1936－2018年人口变化情况 |
| 来源：Cassini、INSEE           | 来源：Cassini、INSEE           | 来源：Cassini、INSEE           | 来源：Cassini、INSEE           | 来源：Cassini、INSEE           | 来源：Cassini、INSEE           | 来源：Cassini、INSEE           | 来源：Cassini、INSEE           | 来源：Cassini、INSEE           | 来源：Cassini、INSEE           | 来源：Cassini、INSEE           | 来源：Cassini、INSEE           | 来源：Cassini、INSEE           | 来源：Cassini、INSEE           |
| 原市镇                         | 1936                           | 1946                           | 1954                           | 1962                           | 1968                           | 1975                           | 1982                           | 1990                           | 1999                           | 2006                           | 2011                           | 2016                           | 2018                           |
| ------------------------------ | ------------------------------ | ------------------------------ | ------------------------------ | ------------------------------ | ------------------------------ | ------------------------------ | ------------------------------ | ------------------------------ | ------------------------------ | ------------------------------ | ------------------------------ | ------------------------------ | ------------------------------ |
| 阿讷西                         | 23,293                         | 26,722                         | 33,114                         | 43,255                         | 54,484                         | 53,262                         | 49,965                         | 49,644                         | 50,348                         | 51,023                         | 51,012                         | 126,419                        | 128,199                        |
| 旧阿讷西                       | 1,848                          | 2,217                          | 3,131                          | 4,681                          | 6,754                          | 13,537                         | 14,054                         | 17,520                         | 18,885                         | 19,848                         | 20,012                         | 126,419                        | 128,199                        |
| 克朗-热夫里耶                  | 3,604                          | 4,681                          | 5,300                          | 6,903                          | 8,155                          | 12,384                         | 14,388                         | 15,566                         | 16,464                         | 16,811                         | 17,358                         | 126,419                        | 128,199                        |
| 梅泰                           | 672                            | 623                            | 902                            | 2,434                          | 3,776                          | 6,636                          | 7,590                          | 7,581                          | 7,701                          | 8,248                          | 8,312                          | 126,419                        | 128,199                        |
| 普兰日                         | 379                            | 549                            | 576                            | 945                            | 1,070                          | 1,369                          | 1,915                          | 2,462                          | 2,616                          | 3,249                          | 3,343                          | 126,419                        | 128,199                        |
| 塞诺                           | 729                            | 794                            | 989                            | 2,383                          | 3,780                          | 9,339                          | 13,175                         | 14,764                         | 16,365                         | 17,437                         | 18,646                         | 126,419                        | 128,199                        |
| 总计                           | 30,525                         | 35,586                         | 44,012                         | 60,601                         | 78,019                         | 96,527                         | 101,087                        | 107,537                        | 112,379                        | 116,616                        | 118,683                        | 126,419                        | 128,199                        |

## 经济

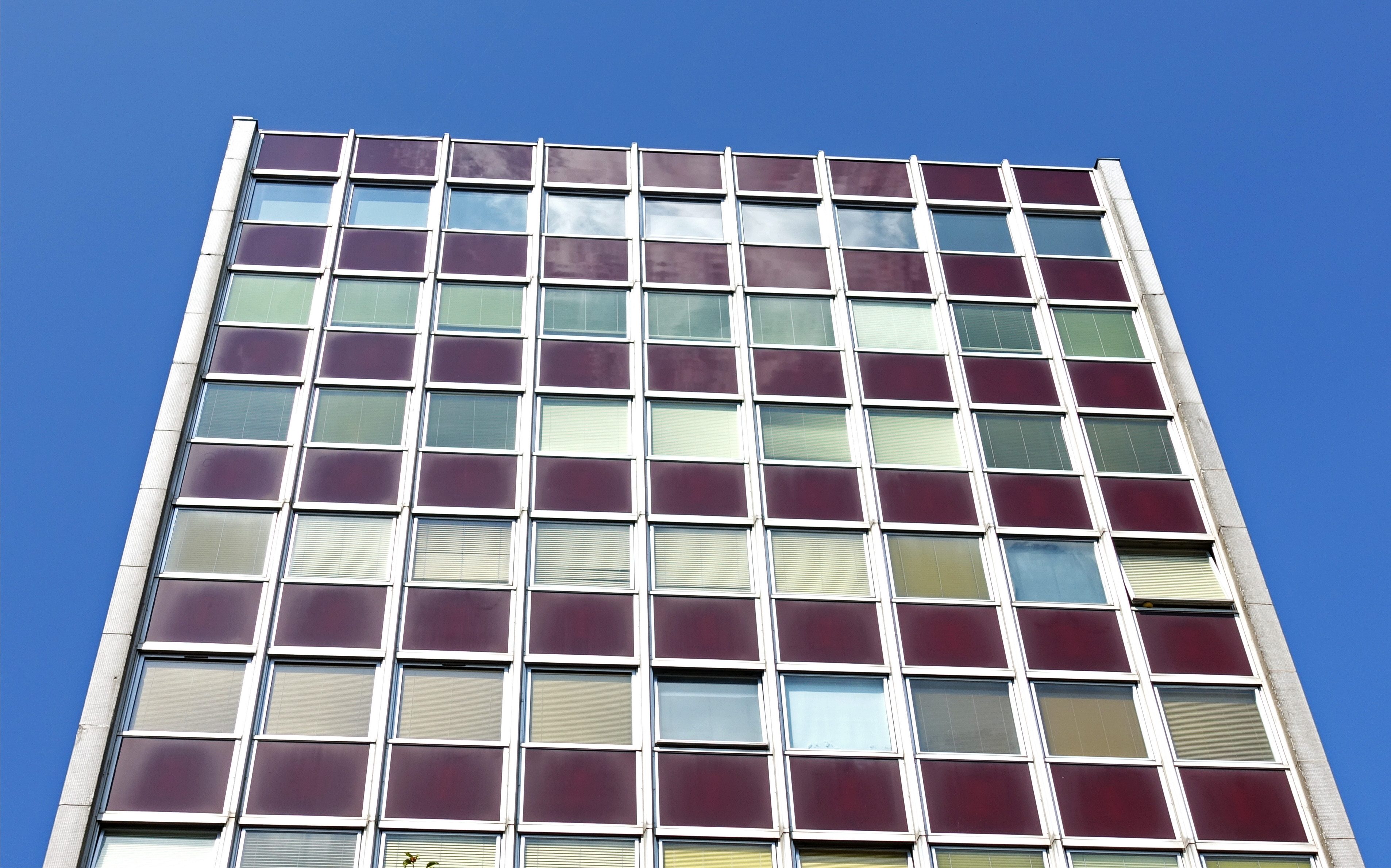
阿讷西的一处写字办公楼

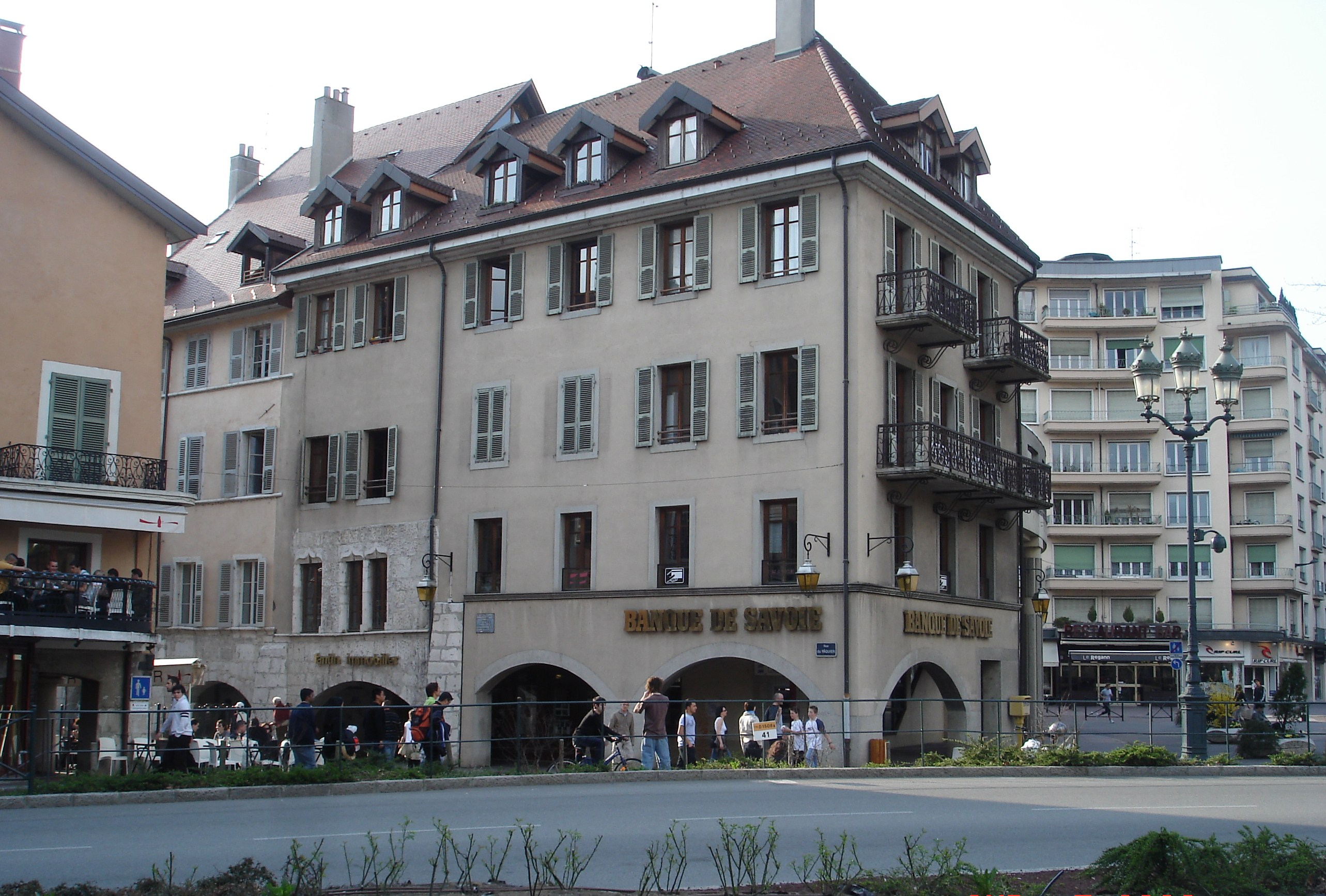
萨瓦银行

阿讷西是一个区域性的中心城市，上萨瓦省工商会总部所在地，后者为阿讷西及上萨瓦省内的居民提供职业培训、创业咨询等服务。

### 产业分布
阿讷西共有各类用人单位12,077家，其中98.31%为中小型企业（PME），平均历史为15年，行政、医疗及社会服务是当地的主要就业岗位类型。Sopra Steria（信息技术）、（奶酪生产）及NTN-SNR轴承厂（轴承机械）是当地2019年营业额最高的三个企业，分别为1,651,461,000欧元、1,095,853,900欧元和911,459,364欧元。

在第一产业方面，阿讷西附近的农业产品以小麦农作物为主，其所在的阿尔卑斯山区是法国重要的畜牧业区域，随着阿讷西城市的扩张和农业机械化的推广，农业在当地的经济中所占比例逐年下降，2017年，原阿讷西市镇范围内的农业相关就业人数为264人，仅占总量的0.4%。
在第二产业方面，阿讷西是阿尔卑斯山北部的工业中心，当地有机械、制药及食品加工等部门。2017年，阿讷西的工业及建筑业总就业人数为13,010，占总量的18.7%。NTN-SNR轴承厂是法国的一个跨国机械制造商，其总部位于阿讷西，在职员工数量接近三千，是当地规模最大的制造企业；Entremont Alliance则是当地一家奶制品加工企业，员工数量约1,600。
在第三产业方面，阿讷西是法国重要的旅游业城市，其衍生的相关产业如酒店、交通、餐饮等在当地经济中占有重要比例，相关就业人数达34,400人，占总量的49.6%。阿讷西也是上萨瓦省的行政中心，当地建有一处大学城和一处公共医疗系统，法国主要的银行、保险、通讯及社会服务机构均在阿讷西设有分支，相关产业总就业人数为21,723，占总量的31.3%。

### 财政收入
2019年，阿讷西的财政收入总额为207,225,000欧元，财政支出总额为189,206,000欧元，当年的债务总额为58,274,100欧元。2020年，阿讷西共获得11,093,285欧元的国家财政补助，比上一年减少了0.03%。
2017年，阿讷西的人均月收入总额为2,278欧元，其中高级职员为3,887欧元，低于法国平均水平（4,214欧元）；中级职员为2,286欧元，低于法国平均水平（2,353欧元）；普通职员为1,721欧元，高于法国平均水平（1,690欧元）。
2017年，阿讷西境内的青壮年（15至64岁）失业率为10.4%，当地60.6%的家庭拥有纳税资格，平均纳税3,728欧元，低于法国平均水平（3,888欧元）。

## 社会事务

### 教育
阿讷西隶属于格勒诺布尔学区。截止2019年1月1日，阿讷西境内共有11所幼儿园、43所小学、14所初级中学、5所普通高中、1所农业高中和6所职业高中。2018至2019学年度，阿讷西境内共有在校中等教育阶段学生6,714名。
在高等教育方面，阿讷西市区东北部建有大学城，境内有多所高等院校及科研机构。萨瓦大学，全名为“萨瓦-勃朗峰大学”（Université Savoie Mont Blanc），是法国的一所公立大学，总部位于尚贝里，在阿讷西设有分校区，其下属的阿讷西大学技术学院和萨瓦大学综合理工学院部分专业在此授课。里昂天主教大学阿讷西分校自2020年起启用。格勒诺布尔政治学院在阿讷西也设有校区。此外，阿讷西境内还有两所私立高等学府：双萨瓦工业工程师学院和萨瓦-勃朗峰商业学校（IAE Savoie Mont-Blanc）。
在科研方面，萨瓦大学下属的阿讷西粒子物理实验室是法国国家级研究院。

### 医疗

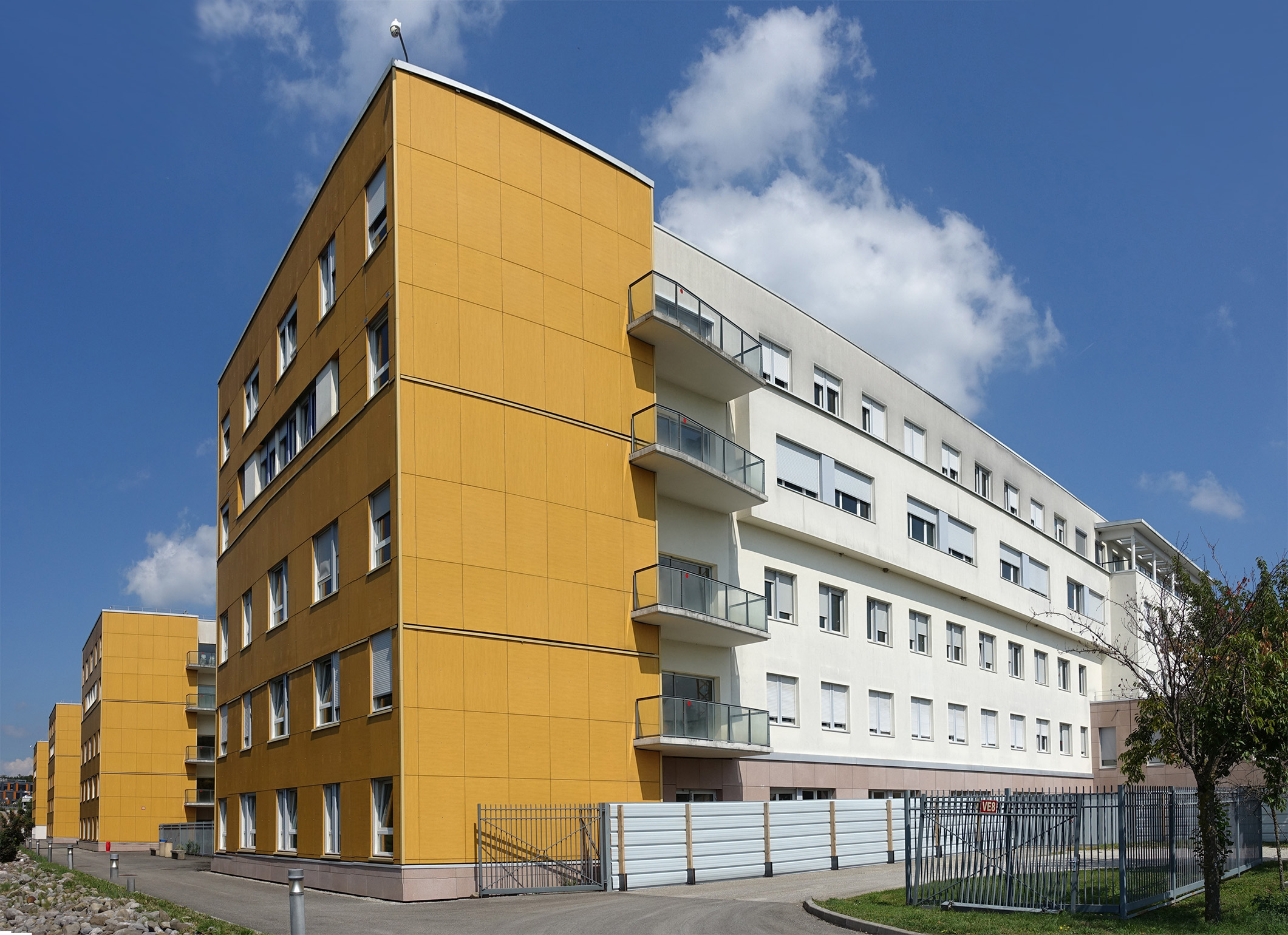
阿讷西-热讷瓦中心医院

截止2019年1月1日，阿讷西境内共有全科医生198名、保健师319名、牙医133名、护士128名、耳科医生3名、眼科医生16名、皮肤科医生14名、助产士26名、儿科医生11名和妇科医生17名。境内共有药房44家、养老院15家、残疾人帮扶中心16家。
阿讷西中心医院，全名为“阿讷西-热讷瓦中心医院”，是法国的一个区域性医疗机构，其主病区位于阿讷西市区北部的普兰日境内，设有床位733个，是当地规模最大的公立综合性医院。除此之外，阿讷西境内还有两处私立医院：阿讷西综合诊疗中心（Clinique générale Annecy）和阿讷西地区骨科医院（Clinique Ostéopathe du Bassin Annécien）。

### 住房
2017年，阿讷西境内共有各类住房69,647套，其中13%为独立式居民区，主要分布于市区东部、北部和西南部边缘；85.5%为集中式居民区，主要分布于市中心、梅泰、塞诺和旧阿讷西西部。常住房屋占阿讷西市镇范围内居民建筑总量的88.1%。
在住房保障政策方面，2017年，阿讷西境内共有11,715户家庭获得了住房经济补助，受益人数占总人口数量的9.2%，其中11,356份为房租补助。
阿讷西的住房管理事务由其所在的城市圈公共社区负责，后者贯彻法国住建部的各类法律法规，并提供境内旧房改造、廉租房出租等服务。2019年12月19日，大阿讷西城市圈公共社区通过了其境内的《阿讷西地方住房计划》，为当地2019至2025年间的住房建设提供了发展方向和政策引导。

### 商业
2019年，阿讷西境内共有各类实体商铺3,947家，其中餐厅614家、大型超市26家、杂货店31家、面包房83家、肉铺44家、书店38家、装饰品店13家、银行门店119家、美容美发店207家、汽车维修店172家。阿讷西的城南和城西北均设有大型购物中心。

### 体育

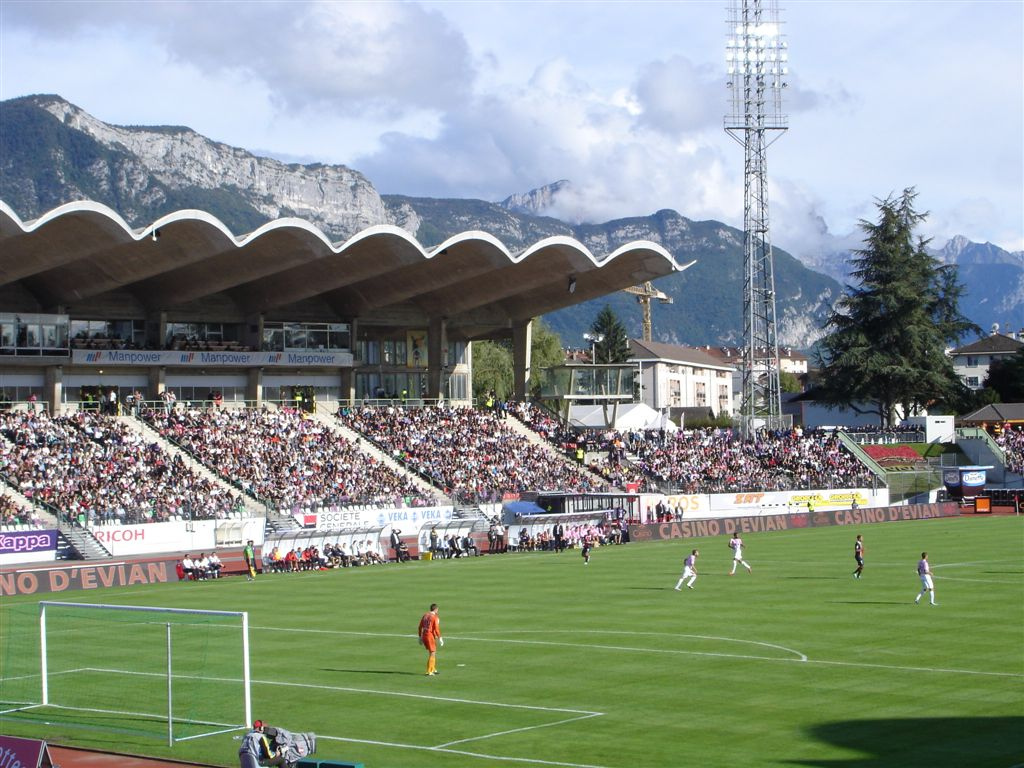
阿讷西体育公园球场

2019年，阿讷西境内共有3家游泳池、33间体育馆、6座综合体育场、72处网球场、2处马术场、14处足球或橄榄球场以及18处篮球或排球场。
截至2021年5月，阿讷西境内共有12家注册足球俱乐部。其中阿讷西足球俱乐部是当地的代表性足球队，该俱乐部成立于1927年，2021至2022赛季参加法国全国联赛（法丙）。其主场为阿訥西體育公園，建于1930年，2011年经过扩建后可同时容纳1.4万名观众，是当地规模最大的体育设施，也是一个多功能的体育中心。
除足球外，阿讷西还有多个其它项目的团体俱乐部：阿讷西体育联盟是一家橄榄球俱乐部，2020至2021赛季参加法国丙级橄榄球联赛；阿讷西冰球俱乐部成立于1972年，2020至2021赛季参加法国冰球丙级联赛。
阿讷西曾申请举办2014年和2018年的冬季奥运会，但未能胜出。

### 环境
阿讷西的环境事务由其所属的公共社区负责。2018年，阿讷西境内共有10家污染企业。
2018年，阿讷西境内共有10家污染企业。同年的二氧化氮浓度平均值为30µg/m³、臭氧浓度平均值为44µg/m³、颗粒物平均值为21.7µg/m³。距离阿讷西最近的水质监测点位于滨湖韦里耶，该地的水体坤化物浓度为0.5µg/L、硝酸盐浓度为1.1mg/L，远低于法国国家标准。

### 治安
2014年，阿讷西及附近地区共发生各类案件4,023起，其中盗窃类案件2,601起，经济类案件376起，毒品交易类案件375起。
阿讷西境内共有四个派出所和七处国家宪兵队。上萨瓦省消防总站（SDIS）位于阿讷西境内。

## 文化

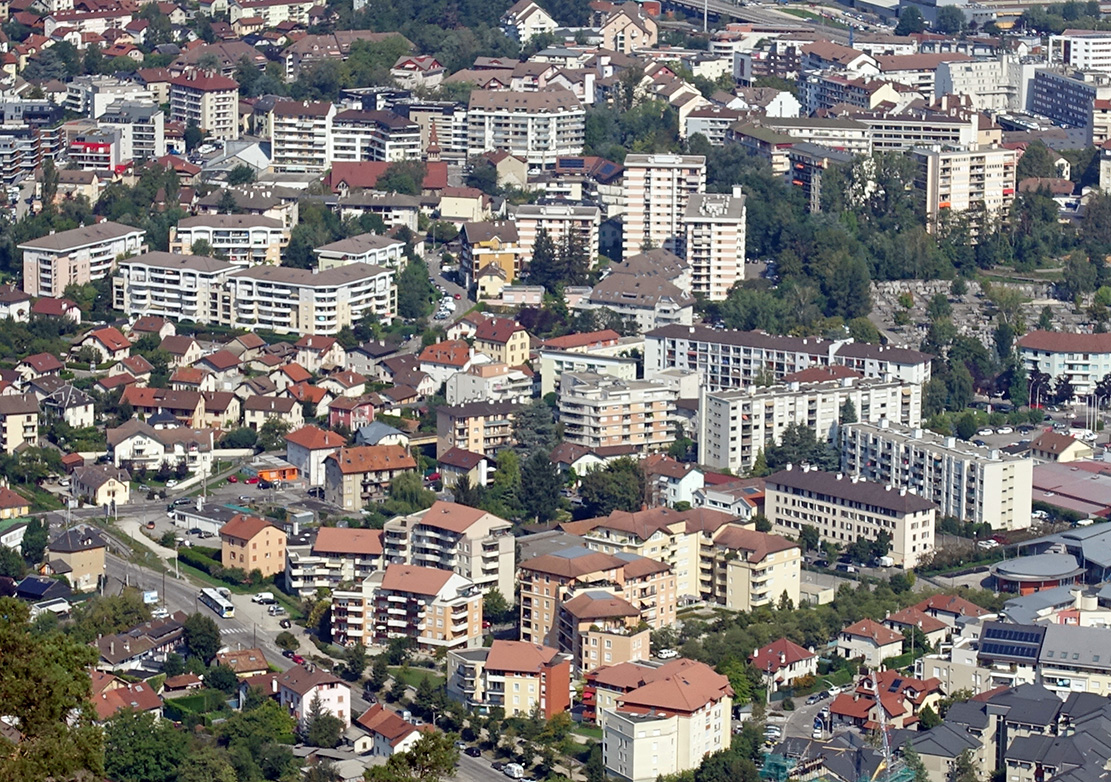
阿讷西市区一角

2019年，阿讷西境内共有4家剧场、7家电影院、1家博物馆和2家音乐厅。阿讷西市政府提供多媒体中心，向公众全年开放。

### 城市规划
阿讷西位于阿讷西湖北岸的一处山间冲积平原上，在工业革命以前，其城市范围仅限于蒂乌河两岸。铁路建成后，火车站所处区域附近迅速出现居民区，沿铁路平行向北延伸的布罗尼大街（Avenue de Brogny）成为阿讷西的城市新干线，两侧得以逐渐开发。20世纪初，罗讷大街（avenue du Rhône）、环城大道（boulevard de la Rocade）和甘必大大街（avenue de Gambetta）相继建成，围绕阿讷西老城西侧和北侧的环状通道逐渐形成，使得阿讷西城市逐渐向多个方向发展。阿讷西市区地势平坦，但当地并未形成棋盘状的路网，大部分街道没有明显的排列规律。
在建筑和城市设施方面，相比同类型城市，阿讷西的各个功能区域分布相对较为紧密，其中当地开放式商业街区距离阿讷西老城仅一公里。除老城外，现代化的建筑物在阿讷西的绝大多数街区都有分布。

### 建筑
阿讷西是法国艺术与历史之城，境内有多处法国国家文物保护单位，其中岛宫、阿讷西城堡、爱之桥、圣母往见圣殿等为当地的代表性建筑物。

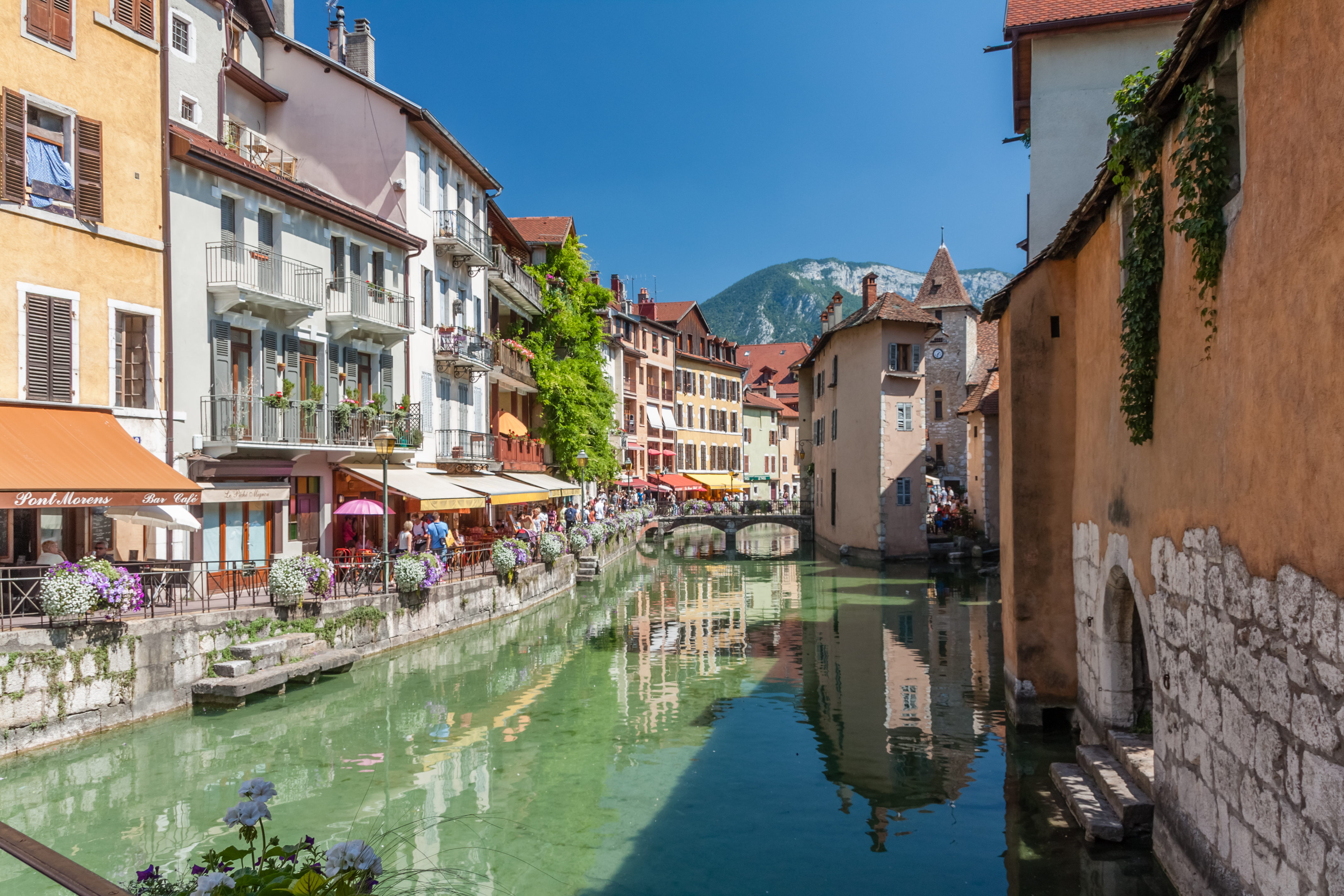
蒂乌河水道两岸的建筑
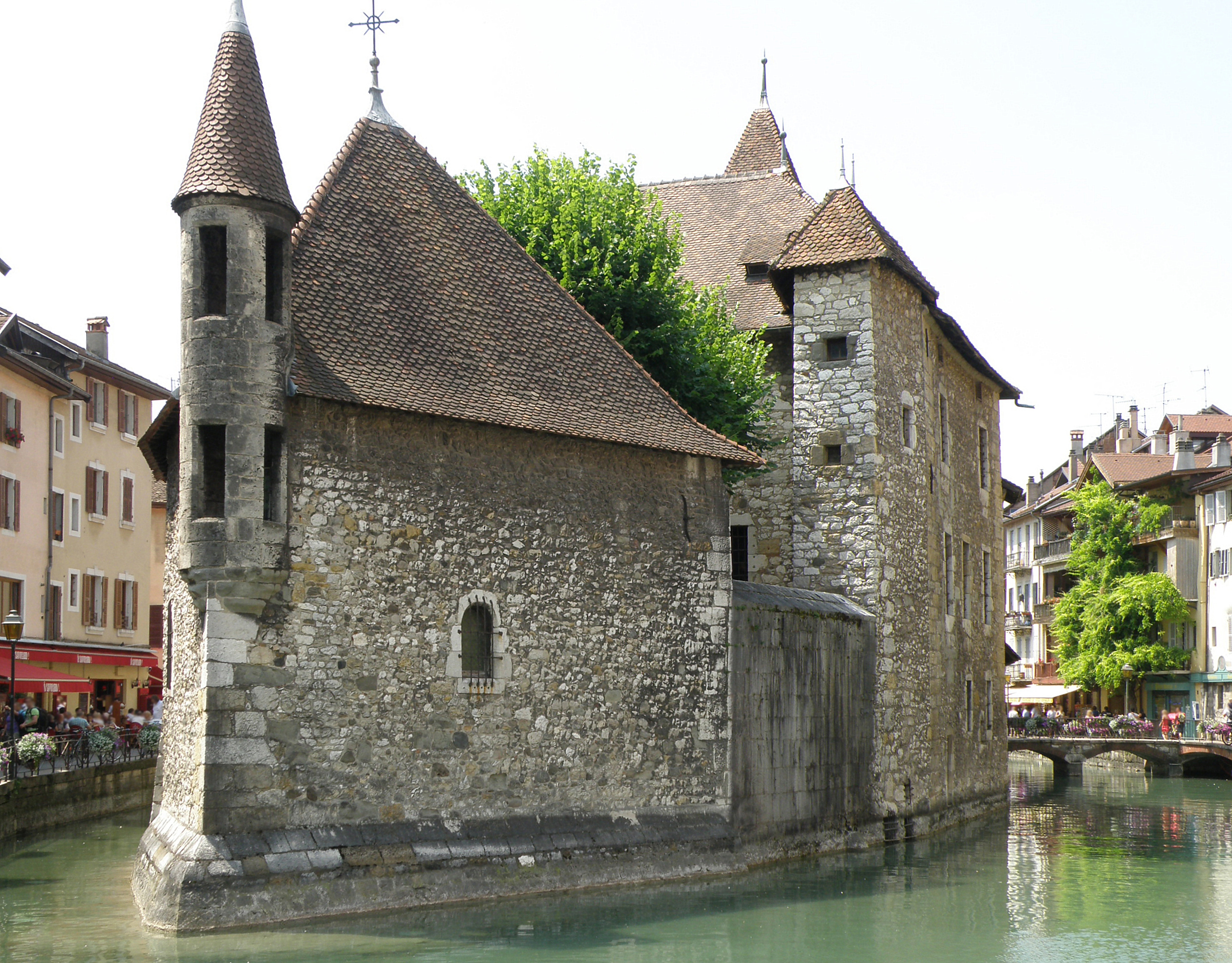
岛宫
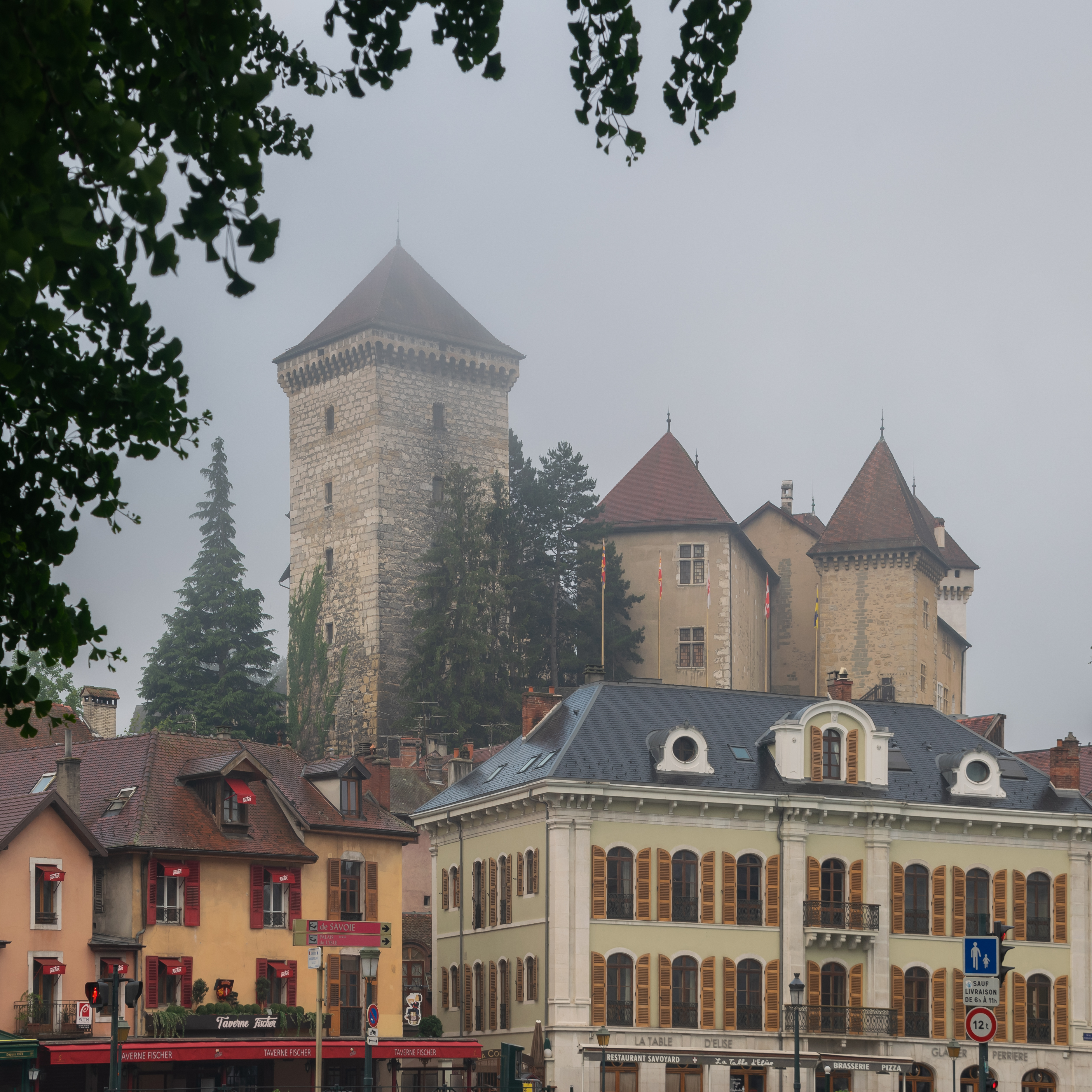
阿讷西城堡
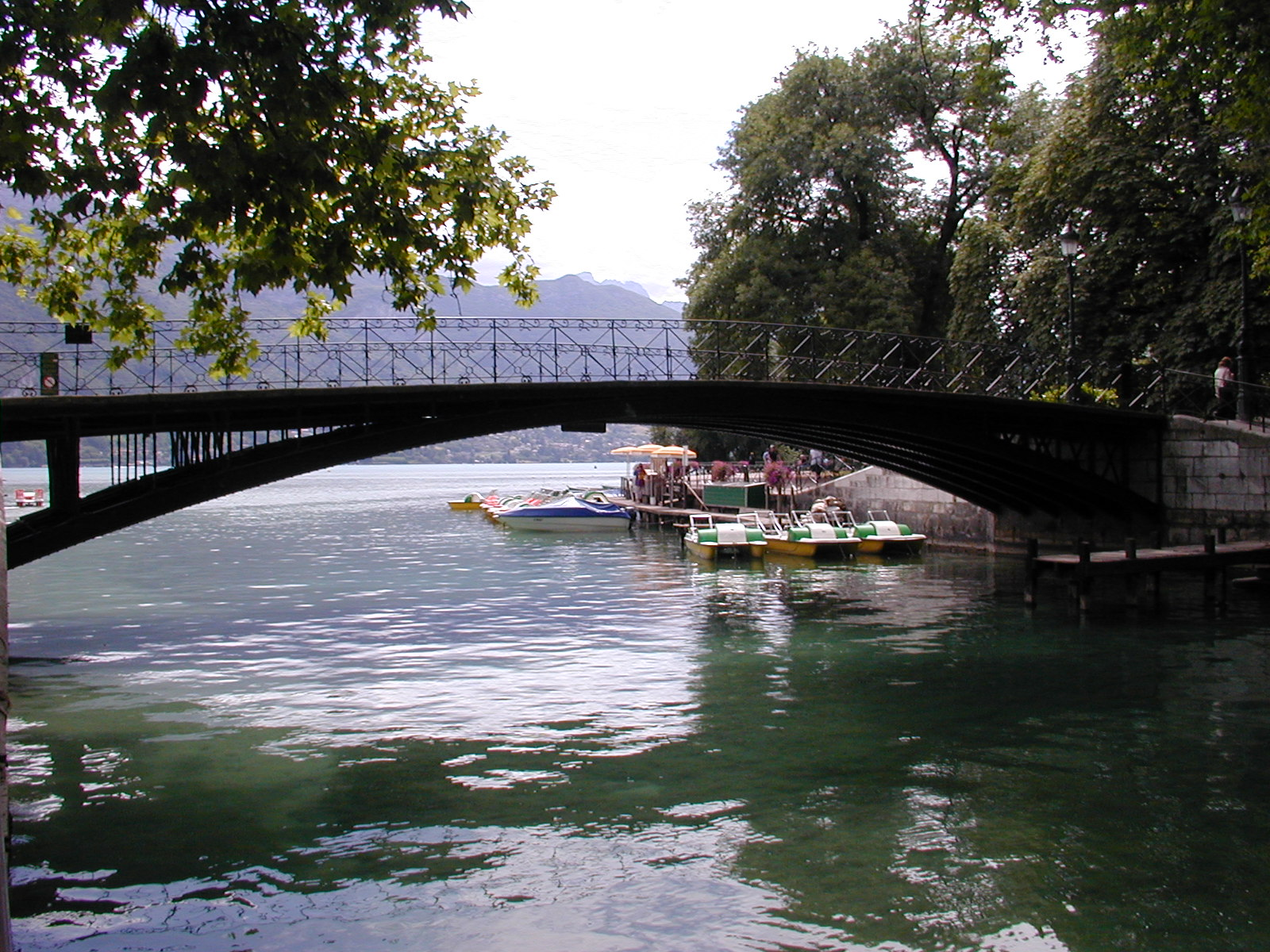
爱之桥
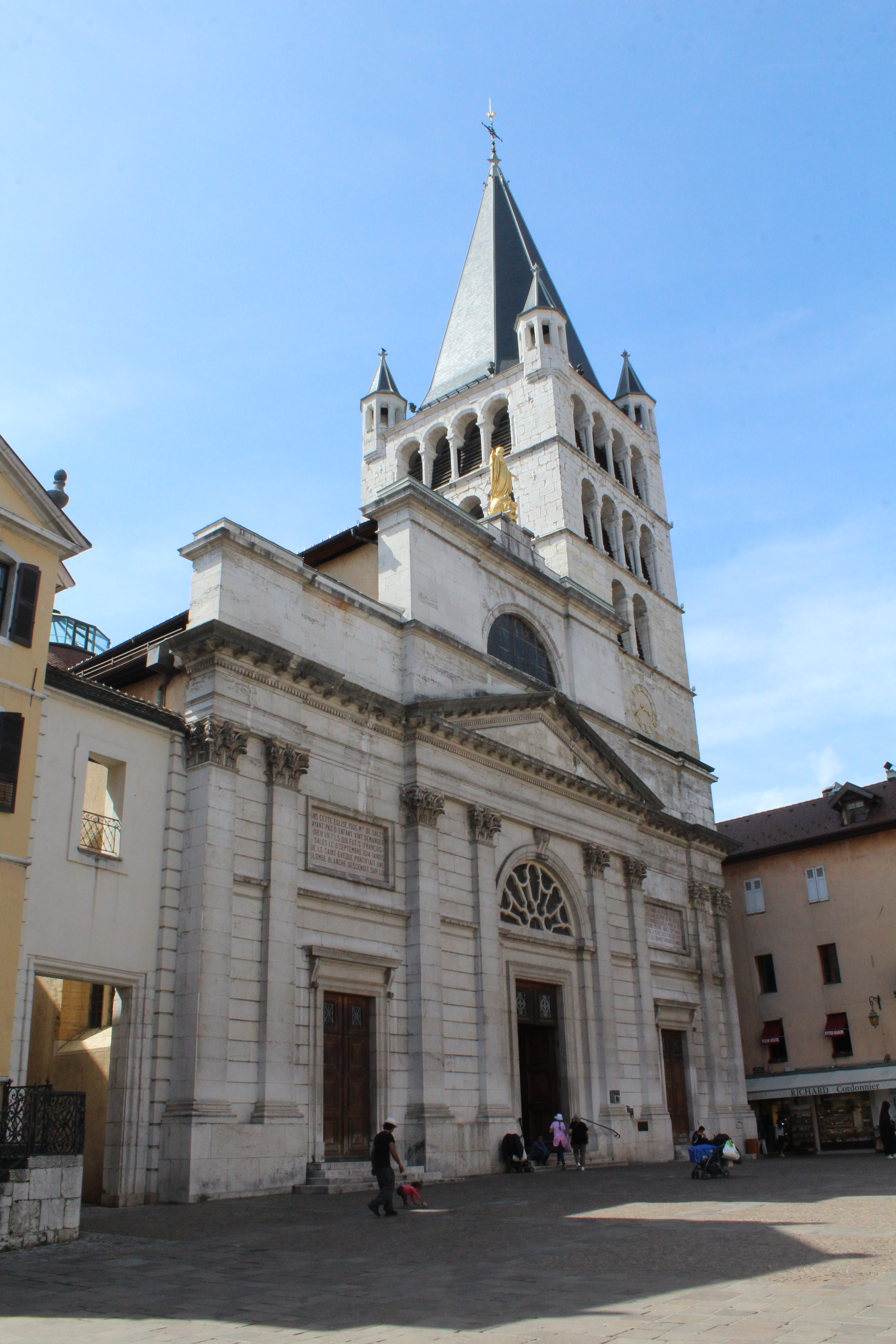
列斯圣母堂
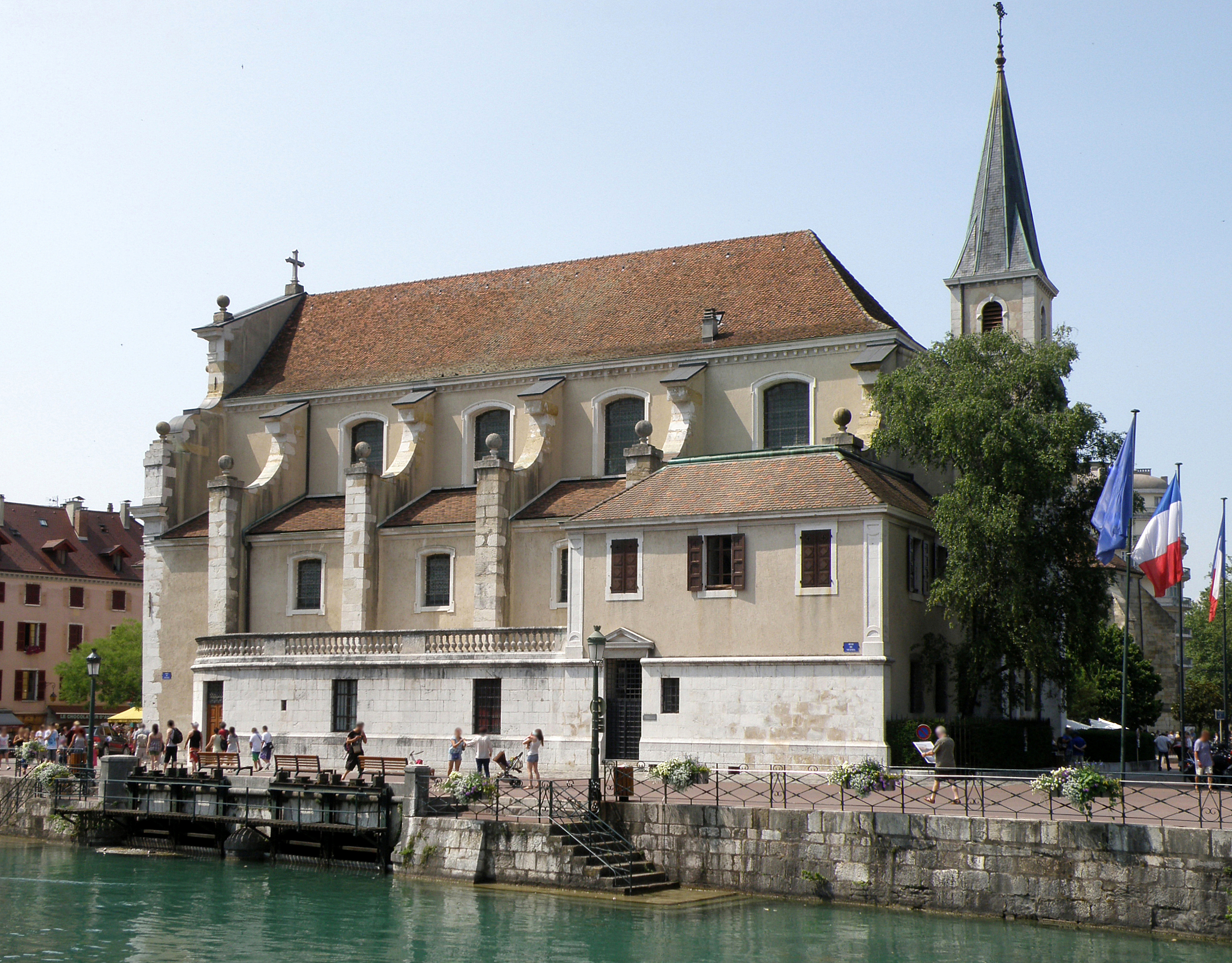
圣方济各堂
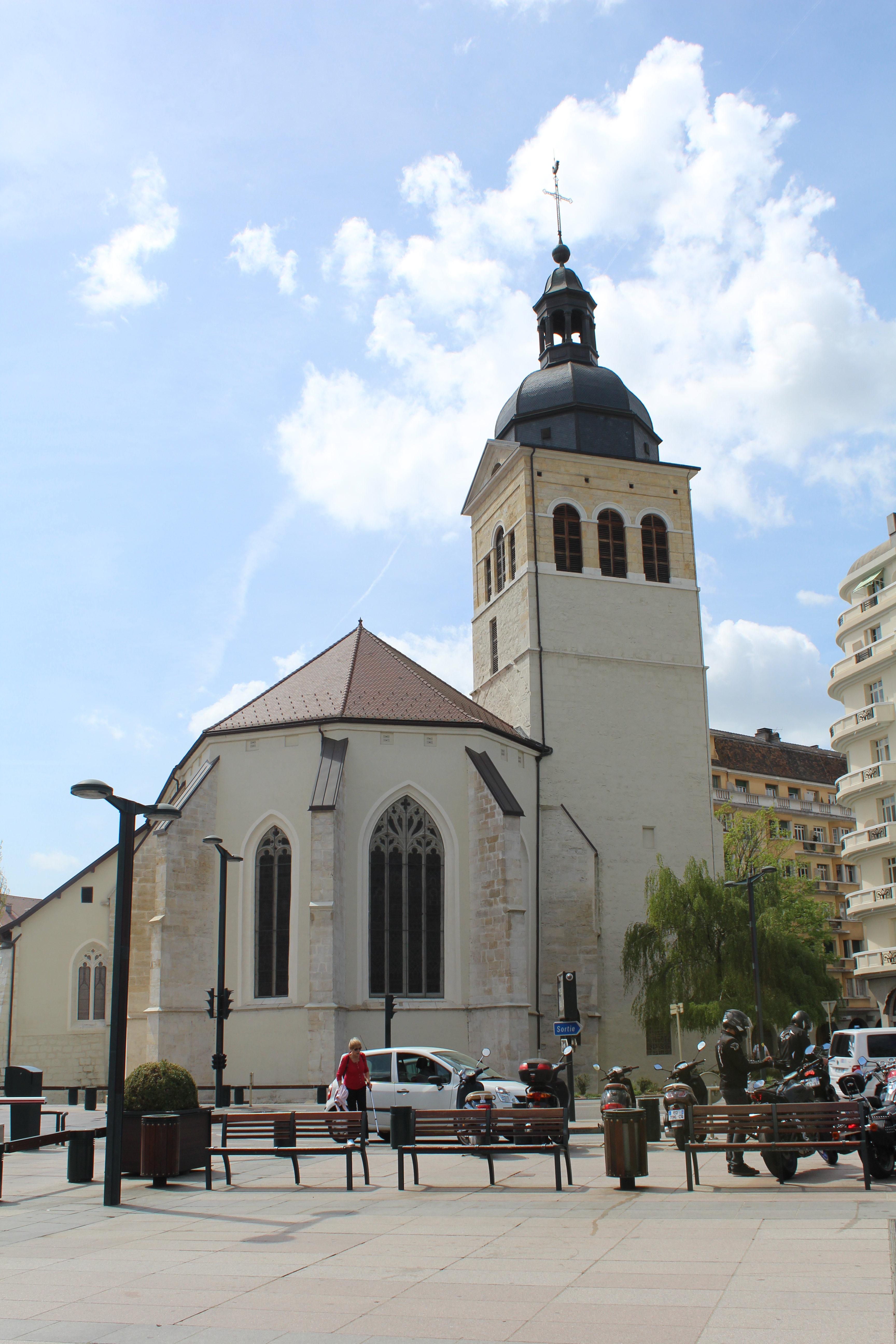
圣穆理思堂

### 宗教
阿讷西是天主教阿訥西教區的首府，该教区下辖8个總鐸區和38个堂区，覆盖区域与上萨瓦省基本重合。其主教座堂为阿讷西圣伯多禄大教堂，现任主教为伊夫·布瓦维诺先生。
在伊斯兰教方面，阿讷西阿卜杜勒·卡德清真寺（Mosquée Abd El-Kader d'Annecy）是当地主要的穆斯林活动中心，此外阿讷西境内还有14处小型清真寺，当地主要的穆斯林社区分布于市区北部的诺韦勒街区和市区西南的塞诺境内。

### 旅游

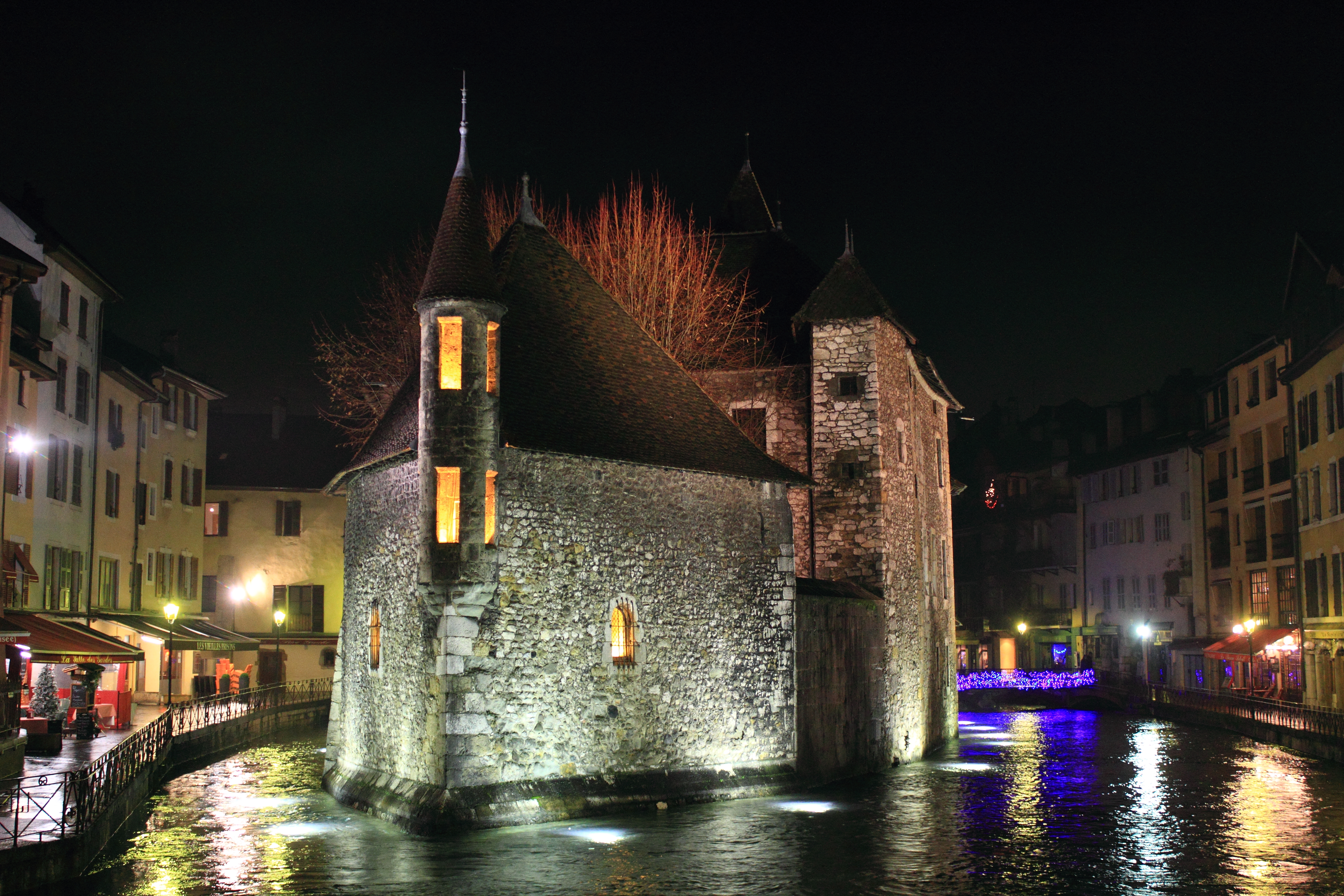
岛宫夜景

阿讷西是阿尔卑斯山重要的旅游城市，因其独特的“依山傍湖”的城市景观而闻名，被称为“阿尔卑斯的威尼斯”，同时也被米其林旅游指南评为“三星级推荐”。阿讷西每年平均接待旅客数量超过250万人次，是当地常住人口数量的近二十倍。
阿讷西标志性的旅游景点为阿讷西城堡，兴建于12世纪到16世纪，曾是日内瓦伯爵和日内瓦-内穆尔公爵的府邸。在数次毁于火灾之后，在17世纪被废弃，后来改建为兵营，直至1947年。1953年阿讷西市购买了这座城堡，修复后改造成“阿讷西城堡博物馆”；岛宫则是阿讷西老城区的一座三角形城堡，位于蒂乌河的中间，建于1132年，曾作为监狱使用。圣母往见圣殿及圣母往见修道院、阿讷西圣皮埃尔主教座堂、圣方济各堂、圣穆理思堂、阿讷西伯尔纳铎修道院、阿讷西大神学院均为宗教建筑，均已被列入法国历史遗迹。此外，位于蒂乌河畔人工开凿的运河之上的爱之桥连接战神广场和欧洲花园，也已成为一处城市景观。
阿讷西的旅游事务由其所属的公共社区负责。2020年，阿讷西境内设有1处旅游接待中心（Office de Tourisme），市镇范围内共有43家宾馆共计2,017间房间，另有2个露营地，可容纳共123辆露营车。

### 媒体
法国主要的媒体均可在阿讷西接收，法国电视三台下属的奥弗涅-罗讷-阿尔卑斯大区频道在部分时段播出阿讷西所属区域的地方新闻。
勃朗峰卫视是一家总部位于埃帕尼的地方卫视，其主要覆盖区域为萨瓦省和上萨瓦省。

### 活动

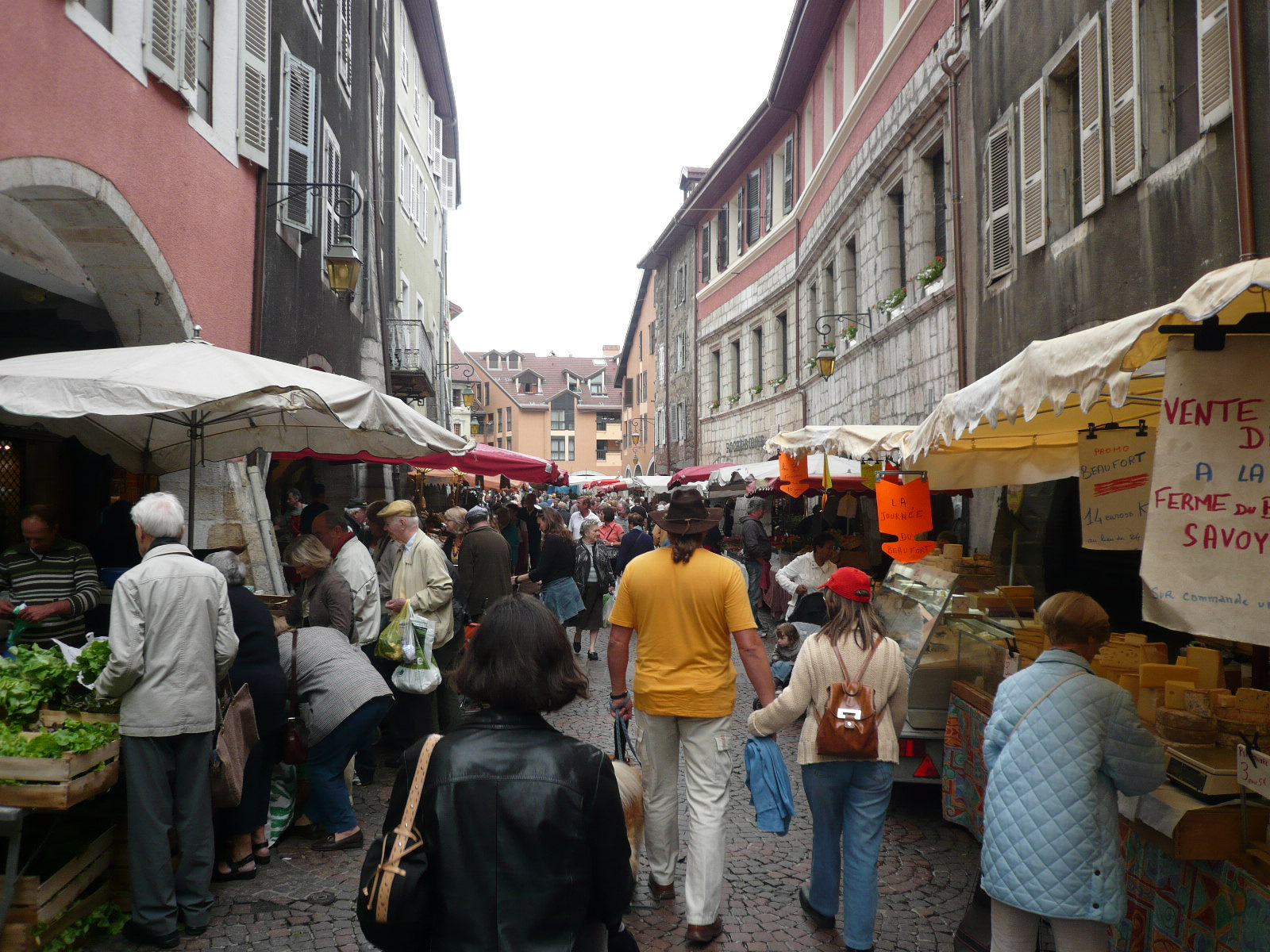
阿讷西老城集市

阿讷西自中世纪时就已成为这一地区的商贸中心，阿讷西老城每周二、五、日上午举办露天集市，而周边的梅泰、克朗-热夫里耶街区以及阿尔戈奈、圣若里奥等市镇亦有定期集市。
除此之外，阿讷西每年还举办多个文化类节日：
- 阿讷西威尼斯狂欢节（Carnaval Vénitien d’Annecy），每年3月举办[文 18]。
- 阿讷西湖国际马拉松比赛（Marathon international du lac d'Annecy），每年4月举办。
- 阿讷西国际动画节，创办于1960年，每年6月举办[文 19]。
- 阿讷西意大利电影节（法语：Festival du film italien d'Annecy），创办于1983年，每年6月举办。
- 圣安德烈大集市（Foire de la Saint André），每年12月的第一个星期二举办[文 20]。

## 对外交流
截止2020年11月，阿讷西共与三座城市互为友好城市，另与三座城市建立合作交流关系：

| - 德国 拜罗伊特 - 英国 切尔滕纳姆 - 義大利 维琴察 | - 斯洛伐克 利普托夫斯基米庫拉什 - 加拿大 圣泰雷斯 - 薩桑德拉 |

## 相关人物
法国企业家、家乐福的创始人之一马塞尔·富尼耶出生于阿讷西。

### 文献网站
- [INSEE关于阿讷西地区的各类数据统计].   [2020-11-05]. （原始内容存档于2021-05-20） （法语）.
- . annecy-ville.fr.   [2020-11-06]. （原始内容存档于2021-04-24） （法语）.
- Paul Guichonnet. . Éditions Privat. 1987: 336p. ISBN 978-2-70898-244-4 （法语）.

### 分类
历史类
1. ↑  Albert Dauzat et Charles Rostaing. . Paris: Larousse. 1996: 751p. ISBN 978-2850230769 （法语）.
2. ↑  Histoire d'Annecy, sous la direction de Paul Guichonnet, p42, （法文）
3. ↑  Paul Guichonnet. . Chambéry: La Fontaine de Siloé. 2007: 399p. ISBN 978-2-8420-6374-0 （法语）.
4. ↑  Jean-Pascal Jospin. . Grenoble: Éditions Infolio. 2002: 51p. ISBN 978-2-91627-253-5 （法语）.
5. ↑  . geo.fr. 2020-08-24  [2020-11-05]. （原始内容存档于2020-09-19） （法语）.
6. ↑  Histoire d'Annecy, sous la direction de Paul Guichonnet, p43, （法文）
7. ↑  Histoire d'Annecy, sous la direction de Paul Guichonnet, p44-46, （法文）
8. ↑  Raoul Blanchard. . Annecy: Amis Du Vieil Annecy. 1980: 150p. ISBN 2-900566-12-6 （法语）.
9. ↑  . ledauphine.com. 2010-08-12  [2020-11-05]. （原始内容存档于2010-08-15） （法语）.
10. ↑  . 123annecy.com.   [2020-11-05]. （原始内容存档于2019-09-07） （法语）.
11. ↑  Georges Chapier. . La Rochelle: Éditions La Découvrance. 2005: 410p. ISBN 978-2-84265-326-2 （法语）.
12. ↑  Georges Chapier. . La Rochelle: Éditions La Découvrance. 2005: 410p. ISBN 978-2-84265-326-2 （法语）.
13. ↑  Pierre Duparc. . Annecy: Société des amis du viel Annecy. 1973: 372p. ASIN B0000E7YVA （法语）.
14. ↑  Réjane Brondy, Bernard Demotz, Jean-Pierre Leguay. . Rennes: Ouest France Université. 1984: 626p. ISBN 2-85882-536-X （法语）.
15. ↑  . princesse-savoie.fr.   [2020-11-06]. （原始内容存档于2020-08-04） （法语）.
16. ↑  . museemilitairelyon.com. 2016-11-09  [2020-11-06]. （原始内容存档于2020-08-04） （法语）. Genève devient ville protestante vers 1530 et l'évêque doit se réfugier à Annecy
17. ↑  Histoire de la ville d’Annecy, Annecy : La Rome des Alpes （法文）
18. ↑  André Ravier. . Bruyères-le-Châtel: Nouvelle Cité. 2009: 317p. ISBN 2-85313-095-9 （法语）.
19. ↑  . herodote.net.   [2020-11-06]. （原始内容存档于2020-09-14） （法语）.
20. ↑  Christian Sorrel. . Chambéry: La Fontaine de Siloé. 2006: 461p. ISBN 978-2-84206-347-4 （法语）.
21. ↑  Christian Sorrel, Corinne Townley. . Chambéry: Cundéra. 1999: 380p. ISBN 978-2-86677-053-2 （法语）.
22. ↑  André Palluel-Guillard. . Morges: Éditions Cabedita. 1999: 662p. ISBN 978-2-88295-260-8 （法语）.
23. ↑  . museemilitairelyon.com. 2017-07-08  [2020-11-06]. （原始内容存档于2020-08-04） （法语）. La France perd la partie de la Savoie conservée en 1814. La Savoie est donc réunifiée et réintégrée dans les possessions de la Maison de Savoie après plus de 22 ans de régime français.
24. ↑  Henri Baud. . Paris: Editions Beauchesne. 1985: 331p. ISBN 2-7010-1112-4 （法语）.
25. ↑  André Palluel-Guillard. . Rennes: Ouest France Université. 1985: 626p. ISBN 2-85882-536-X （法语）.
26. ↑  . napoleon.org.   [2020-11-06]. （原始内容存档于2020-05-09） （法语）.
27. ↑  Henri Menabrea. . Chambéry: La Fontaine de Siloé. 2009: 676p. ISBN 978-2-842-06428-0 （法语）.
28. ↑  Conseil général de la Haute-Savoie Haute-Savoie. . gallica.bnf.fr.   [2020-11-06]. （原始内容存档于2020-03-22） （法语）.
29. ↑  Pierre Broise. . 1966: p859–874  [2020-11-06]. （原始内容存档于2021-07-25） （法语）.
30. ↑  Yvette Juge et Hortense Massein. . Annecy: Edition Tissot. 1979: 105p. ISBN 978-2-7084-0770-1 （法语）.
31. ↑  Histoire de la ville d’Annecy, L’électricité fut démocratisée grâce à la centrale hydraulique du Fier qui éclaire Annecy depuis 1906 （法文）
32. ↑  . musees.annecy.fr.   [2020-11-06]. （原始内容存档于2020-11-09） （法语）. L'inauguration du bâtiment surmonté d'une belle horloge se fait le 1er septembre 1912 en présence de Ferdinand Davis
33. ↑  . musees.annecy.fr.   [2020-11-06]. （原始内容存档于2019-12-27） （法语）. l'industriel suisse Schmid-Roost implante en 1917 une usine produisant des roulements à bille (SRO)
34. ↑  Yves Tyl. . Editions l'Atelier. 1990: p119–135  [2020-11-06]. （原始内容存档于2020-11-09）.
35. ↑  . archivalp.eu.   [2020-11-06]. （原始内容存档于2020-11-09） （法语）.
36. ↑  Laurent Ducerf. . Paris: Éditions du Cerf. 2006: 508p. ISBN 2-204-07762-3 （法语）.
37. ↑  . geocaching.com. 2018-07-02  [2020-11-06]. （原始内容存档于2020-11-09） （法语）.
38. ↑  France Bleu Pays de Savoie (编). . francebleu.fr. 2014-08-18  [2020-11-06]. （原始内容存档于2022-01-23） （法语）.
39. ↑  . ajpn.org.   [2020-11-06]. （原始内容存档于2021-04-24） （法语）.
40. ↑  Gabrielle Serraz. . lesechos.fr. 1999-04-22  [2020-11-06]. （原始内容存档于2021-04-10） （法语）.
41. ↑  . musees.annecy.fr.   [2020-11-06]. （原始内容存档于2019-12-30） （法语）.
42. ↑  . lessorsavoyard.fr. 2016-02-11  [2020-11-06]. （原始内容存档于2021-04-24） （法语）.
43. ↑  . maire-info.com. 2016-06-21  [2020-11-06]. （原始内容存档于2020-09-20） （法语）.
44. ↑  legifrance.gouv.fr. . legifrance.gouv.fr. 2016-07-14  [2020-11-06]. （原始内容存档于2021-04-24） （法语）.
45. ↑  France Bleu Pays de Savoie. . francebleu.fr. 2017-12-29  [2020-11-08]. （原始内容存档于2020-11-09） （法语）.
46. ↑  SNCF. . Revue de l'AFAC n° 393. 1988: p261–266 （法语）.
47. ↑  Reinhard Douté. . La Vie du Rail. 2011: p175. ISBN 978-2-918758-44-0 （法语）.
48. ↑  Henri Domengie. . Breil-sur-Roya: Le Cabri. 1990. ISBN 978-2903310349 （法语）.
49. ↑  . vavel.fr. 2018-01-25  [2020-11-07]. （原始内容存档于2020-10-22） （法语）.

地理类
1. ↑  geoglaciaire.net. . geoglaciaire.net. 2011-03-14  [2020-11-07]. （原始内容存档于2020-09-24） （法语）.
2. ↑  BRGM. . Orléans: BRGM.   [2019-06-14]. （原始内容存档于2017-04-23） （法语）.
3. ↑  ledauphine.com. . ledauphine.com. 2012-05-30  [2020-11-07]. （原始内容存档于2020-08-13） （法语）.
4. ↑  annecyexplorer.fr. . annecyexplorer.fr. 2020-07-18  [2020-11-07]. （原始内容存档于2020-08-03） （法语）.
5. ↑  insee.fr. . insee.fr.   [2021-05-20]. （原始内容存档于2021-05-20） （法语）.
6. ↑  insee.fr. . insee.fr.   [2021-05-20]. （原始内容存档于2018-07-24） （法语）.
7. ↑  insee.fr. . insee.fr.   [2021-05-20]. （原始内容存档于2021-05-20） （法语）.
8. ↑  insee.fr. . insee.fr.   [2021-05-20]. （原始内容存档于2021-05-20） （法语）.
9. ↑  insee.fr. . insee.fr.   [2021-05-20]. （原始内容存档于2020-11-10） （法语）.
10. ↑  insee.fr. . insee.fr.   [2021-05-20]. （原始内容存档于2021-05-20） （法语）.
11. ↑  insee.fr. . insee.fr.   [2021-05-20]. （原始内容存档于2021-05-20） （法语）.
12. ↑  sig.ville.gouv.fr. . sig.ville.gouv.fr.   [2020-11-09]. （原始内容存档于2020-11-09） （法语）.
13. ↑  ter.sncf.com. . ter.sncf.com.   [2020-11-08]. （原始内容存档于2021-05-15） （法语）.
14. ↑  auvergnerhonealpes.fr. . auvergnerhonealpes.fr.   [2020-11-08]. （原始内容存档于2017-09-26） （法语）.
15. ↑  quellecompagnie.com. . quellecompagnie.com.   [2020-11-08]. （原始内容存档于2019-05-15） （法语）.
16. ↑  annecy.fr. . annecy.fr.   [2020-11-08]. （原始内容存档于2020-08-03） （法语）.
17. ↑  garesetconnexions.sncf. . garesetconnexions.sncf.   [2020-11-08]. （原始内容存档于2020-10-30） （法语）.
18. ↑  ressources.data.sncf.com. . ressources.data.sncf.com.   [2020-11-08] （法语）.
19. ↑  ter.sncf.com. . ter.sncf.com.   [2020-11-08]. （原始内容存档于2020-11-09） （法语）.
20. ↑  lac-annecy.com. . lac-annecy.com.   [2020-11-08]. （原始内容存档于2020-09-19） （法语）.
21. ↑  gva.ch. . gva.ch.   [2020-11-08]. （原始内容存档于2020-11-07） （法语）.
22. ↑  SIBRA. . sibra.fr.   [2020-11-08]. （原始内容存档于2020-09-18） （法语）.
23. ↑  SIBRA. . sibra.fr.   [2020-11-08]. （原始内容存档于2020-08-13） （法语）.
24. ↑  Cassini. . cassini.ehess.fr.   [2020-11-07]. （原始内容存档于2020-10-06） （法语）.
25. ↑  Cassini. . cassini.ehess.fr.   [2020-11-08]. （原始内容存档于2016-03-03） （法语）.
26. ↑  Cassini. . cassini.ehess.fr.   [2020-11-08]. （原始内容存档于2016-03-04） （法语）.
27. ↑  Cassini. . cassini.ehess.fr.   [2020-11-08]. （原始内容存档于2016-03-03） （法语）.
28. ↑  Cassini. . cassini.ehess.fr.   [2020-11-08]. （原始内容存档于2016-03-03） （法语）.
29. ↑  Cassini. . cassini.ehess.fr.   [2020-11-08]. （原始内容存档于2016-03-03） （法语）.
30. ↑  insee.fr. . insee.fr.   [2021-05-20]. （原始内容存档于2021-05-01） （法语）.
31. ↑  Commune d'Annecy (74010) - commune actuelle（法文）

社科类
1. ↑  annecy.fr. . annecy.fr.   [2020-11-09]. （原始内容存档于2020-10-22） （法语）.
2. ↑  annuaire-mairie.fr. . annuaire-mairie.fr.   [2019-06-14]. （原始内容存档于2019-03-23） （法语）.
3. ↑  legifrance.gouv.fr. . legifrance.gouv.fr. 2014-02-13  [2019-07-07]. （原始内容存档于2019-07-01） （法语）.
4. ↑  legifrance.gouv.fr. . legifrance.gouv.fr. 2014-02-13  [2020-11-09]. （原始内容存档于2021-04-24） （法语）.
5. ↑  lessorsavoyard.fr. . lessorsavoyard.fr. 2019-12-06  [2020-11-08]. （原始内容存档于2020-03-06） （法语）.
6. ↑  annecy.aeroport.fr. . annecy.aeroport.fr.   [2020-11-08]. （原始内容存档于2020-03-03） （法语）.
7. ↑  francebleu.fr. . francebleu.fr. 2019-02-08  [2020-11-08]. （原始内容存档于2019-04-26） （法语）.
8. ↑  velonecy.com. . velonecy.com.   [2020-11-08]. （原始内容存档于2020-09-24） （法语）.
9. ↑  CCI Haute Savoie (编). . haute-savoie.cci.fr.   [2020-11-07]. （原始内容存档于2020-10-28） （法语）.
10. ↑  Manageo (编). . manageo.fr.   [2020-11-07]. （原始内容存档于2020-08-08） （法语）.
11. ↑  Le Figaro (编). . entreprises.lefigaro.fr.   [2021-05-20]. （原始内容存档于2021-05-20） （法语）.
12. ↑  INSEE, Dossier complet - Commune d'Annecy (74010), EMP T7 - Emplois par catégorie socioprofessionnelle en 2017 （法文）
13. ↑  societe.com (编). . societe.com.   [2020-11-07]. （原始内容存档于2015-02-16） （法语）.
14. ↑  societe.com (编). . societe.com.   [2020-11-07]. （原始内容存档于2012-05-02） （法语）.
15. ↑  JDN (编). . journaldunet.fr.   [2021-05-20]. （原始内容存档于2021-04-24） （法语）.
16. ↑  Ministère de la Cohésion des territoires et des Relations avec les collectivités territoriales (编). . cohesion-territoires.gouv.fr.   [2021-05-20]. （原始内容存档于2021-05-20） （法语）.
17. ↑  JDN (编). . journaldunet.fr.   [2021-05-20]. （原始内容存档于2020-07-30） （法语）.
18. ↑  JDN (编). . journaldunet.fr.   [2020-11-07]. （原始内容存档于2019-12-21） （法语）.
19. ↑  JDN (编). . journaldunet.fr.   [2020-11-07]. （原始内容存档于2019-12-10） （法语）.

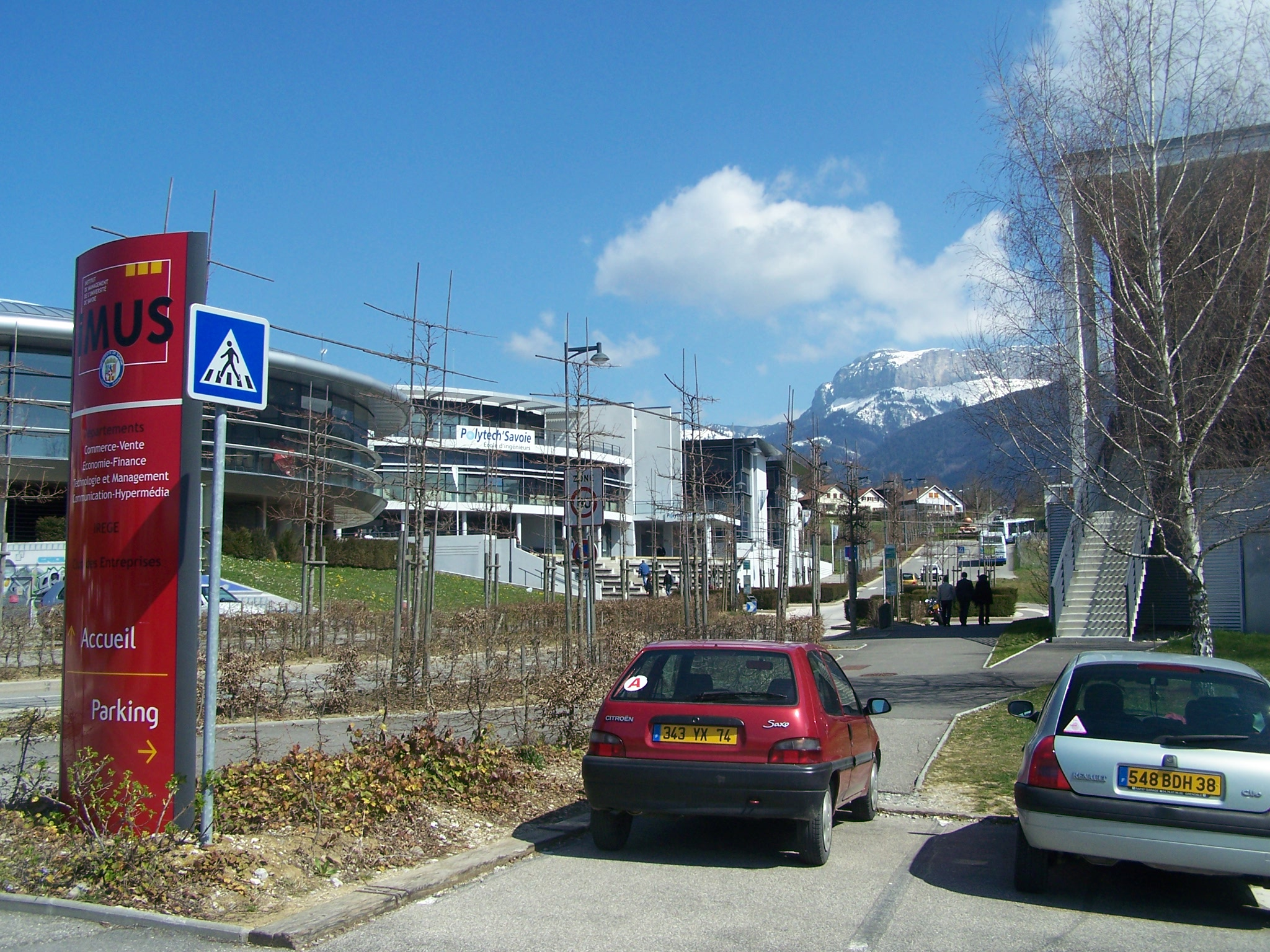
阿讷西大学城

20. ↑  Académie de Grenoble. . ac-grenoble.fr.   [2020-05-18]. （原始内容存档于2020-11-07） （法语）.
21. ↑  . linternaute.com.   [2020-11-07]. （原始内容存档于2019-11-29） （法语）.
22. ↑  le journal des femmes. . le journal des femmes.   [2019-06-14]. （原始内容存档于2019-07-13） （法语）.
23. ↑  . villedata.fr.   [2020-11-07]. （原始内容存档于2021-04-11） （法语）.
24. ↑  . ledauphine.com. 2020-10-01  [2020-11-07]. （原始内容存档于2020-10-07） （法语）.
25. ↑  FHF. . etablissements.fhf.fr.   [2020-11-07]. （原始内容存档于2013-10-25） （法语）.
26. ↑  ch-annecygenevois.fr. . ch-annecygenevois.fr.   [2019-06-14]. （原始内容存档于2020-09-23） （法语）.
27. ↑  sanitaire-social.com. . sanitaire-social.com.   [2020-11-07]. （原始内容存档于2020-11-09） （法语）.
28. ↑  verif.com. . verif.com.   [2020-11-07]. （原始内容存档于2021-04-24） （法语）.
29. ↑  . linternaute.com.   [2020-11-07]. （原始内容存档于2019-07-13） （法语）.
30. ↑  . linternaute.com.   [2020-11-07]. （原始内容存档于2019-11-07） （法语）.
31. ↑  . linternaute.com.   [2020-11-07]. （原始内容存档于2020-01-30） （法语）.
32. ↑  linternaute (编). . linternaute.   [2020-11-07]. （原始内容存档于2015-09-25） （法语）.
33. ↑  linternaute (编). . linternaute.   [2020-11-07]. （原始内容存档于2021-04-24） （法语）.
34. ↑  . linternaute.com.   [2020-11-07]. （原始内容存档于2019-07-13） （法语）.
35. ↑  demarchesadministratives.fr. . demarchesadministratives.fr.   [2020-11-07]. （原始内容存档于2021-04-24） （法语）.
36. ↑  demarchesadministratives.fr. . demarchesadministratives.fr.   [2020-11-07]. （原始内容存档于2021-04-24） （法语）.
37. ↑  pompiercenter.com. . pompiercenter.com.   [2020-11-07]. （原始内容存档于2016-04-17） （法语）.
38. ↑  France 3 Auvergne-rhone-alpes (编). . france3-regions.francetvinfo.fr.   [2020-11-07]. （原始内容存档于2021-04-24） （法语）.
39. ↑  societe.com (编). . societe.com.   [2020-11-07]. （原始内容存档于2008-11-18） （法语）.

文化类
1. ↑  . onisep.fr.   [2020-11-07]. （原始内容存档于2020-02-13） （法语）.
2. ↑  . onisep.fr.   [2020-11-07]. （原始内容存档于2020-01-30） （法语）.
3. ↑   (pdf). univ-smb.fr.   [2020-11-07]. （原始内容存档 (PDF)于2020-09-25） （法语）.
4. ↑  FÉDÉRATION FRANÇAISE DE FOOTBALL - LIGUE AUVERGNE-RHÔNE-ALPES DE FOOTBALL (编). . laurafoot.fff.fr.   [2020-11-07]. （原始内容存档于2021-05-20） （法语）.
5. ↑  FÉDÉRATION FRANÇAISE DE FOOTBALL - LIGUE AUVERGNE-RHÔNE-ALPES DE FOOTBALL (编). . laurafoot.fff.fr.   [2020-11-07]. （原始内容存档于2021-05-20） （法语）.
6. ↑  rmcsport.bfmtv.com (编). . rmcsport.bfmtv.com. 2011-06-17  [2020-11-07]. （原始内容存档于2020-11-09） （法语）.
7. ↑  FÉDÉRATION FRANÇAISE DE FOOTBALL (编). . competitions.ffr.fr.   [2020-11-07]. （原始内容存档于2021-04-24） （法语）.
8. ↑  . annecy-hockey.com.   [2020-11-07]. （原始内容存档于2020-09-26） （法语）.
9. ↑  diocese-annecy.fr. . diocese-annecy.fr.   [2020-11-07]. （原始内容存档于2017-01-14） （法语）.
10. ↑  eglise.catholique.fr. . eglise.catholique.fr.   [2020-11-07]. （原始内容存档于2020-09-21） （法语）.
11. ↑  avf.asso.fr. . avf.asso.fr.   [2020-11-07]. （原始内容存档于2020-11-09） （法语）.
12. ↑  mosquee-proche.com. . mosquee-proche.com.   [2020-11-07]. （原始内容存档于2020-11-09） （法语）.
13. ↑  voyages.michelin.fr. . voyages.michelin.fr.   [2019-07-07]. （原始内容存档于2019-07-07） （法语）.
14. ↑  tourisme-annecy.net. . tourisme-annecy.net.   [2019-07-07]. （原始内容存档于2019-06-29） （法语）.
15. ↑  tourisme-annecy.net. . tourisme-annecy.net.   [2020-11-07]. （原始内容存档于2020-09-26） （法语）.
16. ↑  lac-annecy.com. . lac-annecy.com.   [2020-11-07]. （原始内容存档于2020-09-20） （法语）.
17. ↑  lac-annecy.com. . lac-annecy.com.   [2020-11-07]. （原始内容存档于2020-09-26） （法语）.
18. ↑  tourisme-annecy.net. . tourisme-annecy.net.   [2020-11-07]. （原始内容存档于2020-08-15） （法语）.
19. ↑  lac-annecy.com. . lac-annecy.com.   [2020-11-07]. （原始内容存档于2020-09-20） （法语）.
20. ↑  tourisme-annecy.net. . tourisme-annecy.net.   [2020-11-07]. （原始内容存档于2020-09-26） （法语）.
21. ↑  annecy.fr. . annecy.fr.   [2020-11-09]. （原始内容存档于2020-08-03） （法语）.
22. ↑  gw.geneanet.org. . gw.geneanet.org.   [2020-11-09]. （原始内容存档于2021-04-24） （法语）.

综合类
1. 1 2 3 4  communes.com. . communes.com.   [2020-11-07]. （原始内容存档于2020-08-15） （法语）.
2. 1 2 3 4 5 6 7 8 9 10 11 12 13 14 15 16 17 18 19 20 21 22 23 24 25 26  Géoportail. . Géoportail.   [2020-11-07]. （原始内容存档于2017-01-29） （法语）.
3. 1 2  Félix Bernard. . Imprimerie Allier. 1967: 307p  [2020-11-04]. （原始内容存档于2021-04-24） （法语）.
4. 1 2 3  . linternaute.fr.   [2020-11-07]. （原始内容存档于2020-10-08） （法语）.
5. 1 2 3 4  . infoclimat.fr.   [2019-11-14]. （原始内容存档于2019-11-14） （法语）.
6. 1 2  Le Monde (编). . lemonde.fr.   [2020-11-07]. （原始内容存档于2020-11-07） （法语）.
7. 1 2  . linternaute.com.   [2020-11-07]. （原始内容存档于2019-11-29） （法语）.
8. 1 2 3  INSEE, Dossier complet - Commune d'Annecy (74010), EMP T7 - Emplois par catégorie socioprofessionnelle en 2017 （法文）
9. 1 2  . linternaute.com.   [2020-11-07]. （原始内容存档于2019-07-13） （法语）.
10. 1 2  Grand Annecy (编). . grandannecy.fr.   [2020-11-07]. （原始内容存档于2018-01-17） （法语）.
11. 1 2 3  . linternaute.com.   [2020-11-07]. （原始内容存档于2019-11-08） （法语）.
12. 1 2  . linternaute.com.   [2020-11-07]. （原始内容存档于2020-01-30） （法语）.